# 奥匈帝国
奥匈帝国，又称奥匈君主国或奥地利-匈牙利（德语：Österreichisch-Ungarische Monarchie、Österreich-Ungarn，匈牙利语：Osztrák–Magyar Monarchia、Ausztria–Magyarország），在地理上位于中东欧一带，是一个存在于1867年至1918年间的特殊复合制国家，更准确地说，是一个联邦制国家或政合国。帝国主要构成国匈牙利王国（外莱塔尼亚）和奧地利帝國（内莱塔尼亚），是由共同君主以及外交、军事和税收等共同事务所维系在一起的两个独立主权国家。1867年7月28日，《1867年奥地利-匈牙利折衷方案》经弗朗茨·约瑟夫一世签署批准，原奥地利帝国正式改组为匈牙利、奥地利的政合联邦。
奥匈帝国是19世纪后期至20世纪初期的欧洲主要强国之一。1911年，奥匈帝国的国土面积为621538平方公里，是欧洲国土面积第二大国，仅次于俄国；其人口为5100万，是欧洲人口第三大国，仅次于俄国和德国。其经济和工业水平较高，机械工业、电气工业规模和铁路总里程等位居世界前列。
奥匈帝国是一个多民族的联邦制国家，除了奥地利人和匈牙利人外，还有各种斯拉夫民族（波蘭人、乌克兰人、捷克人、斯洛伐克人、斯洛維尼亞人、克羅埃西亞人、塞爾維亞人、波士尼亞人等）、羅馬尼亞人、義大利人和犹太人等。这些发展水平和历史发展各异的多民族地区，是由王室和军队以及若干中央机构维系在一起的。一些民族在其民族区域内享有不同程度的内部自治权。奥匈帝国也是少数在一战前就针对少数民族权益进行立法的国家。
奥匈帝国是第一次世界大战中的同盟国之一。1914年7月28日，奥匈帝国向塞尔维亚宣战，一战爆发。至1918年10月末，奥匈帝国内部各少数民族依据威尔逊十四點和平原則纷纷宣布独立建国，导致其在11月《維拉朱斯蒂停戰協定》签署之前已在事实上解体。战后，原奥匈帝国领土上建立了奥地利共和国、匈牙利共和国、捷克斯洛伐克共和国、斯洛文尼亚人、克罗地亚人和塞尔维亚人国（后归属于南斯拉夫王国）等独立国家，另有部分领土最终归于意大利、波兰和罗马尼亚。

## 國名
- 奥匈帝国的官方名称：奥地利-匈牙利君主国（德語發音：[ˈøːstəʁaɪçɪʃ ˈʊŋɡaʁɪʃə monaʁˈçiː]；匈牙利语：Osztrák–Magyar Monarchia，匈牙利語發音：[ˈostraːk ˈmɒɟɒr ˈmonɒrɦijɒ]）[20]
- 奥匈帝国在国际关系中所使用的名称：奥地利-匈牙利（德語：Österreich-Ungarn；匈牙利语：Ausztria-Magyarország）。
- 对奥匈帝国的其他称呼，在奥地利较为流行，但在匈牙利或者在其他区域并未被广泛采用的[21][22]：
  - k. u. k.君主国（德语全称：Kaiserliche und königliche Monarchie Österreich-Ungarn；匈牙利语全称：Császári és Királyi Osztrák–Magyar Monarchia）
  - 多瑙君主国（德语：Donaumonarchie；匈牙利语：Dunai Monarchia）
  - 二元君主国德語：；匈牙利语：Dual-Monarchia）
  - 双头鹰（德語：Der Doppel-Adler；匈牙利语：Kétsas）
- 奥匈帝国在内部行政中所使用的官方全称：在帝国议会中所代表的王国和领地以及匈牙利圣伊什特万王冠领地[註 2] （匈牙利语：A Birodalmi Tanácsban képviselt királyságok és országok és a Magyar Szent Korona országai）
- 自1867年起，奥匈帝国中的官方机构缩写：
  - k. u. k.（德语全称：kaiserlich und königlich，即“皇帝和国王的”）是指属于奥地利-匈牙利双方的共同机构，例如k. u. k.海军，以及战时的k. u. k.陆军。
  - k. k.（德语全称：kaiserlich-königlich，即“皇帝的-王国的”）是指内莱塔尼亚（奥地利）的机构；此处“王国的”指的是波希米亚王冠领地。
  - k. u.（德语全称：königlich-ungarisch，即“王国的-匈牙利的”）或m. k.（匈牙利语全称：Magyar királyi，即“匈牙利王国的”）是指外莱塔尼亚（匈牙利）圣伊什特万王冠领地的机构。在克罗地亚-斯拉沃尼亚王国，使用的则是k.（克罗地亚语全称：kraljevski，即“王国的”），因为根据《1869年克罗地亚-匈牙利折衷方案》，克罗地亚和斯拉沃尼亚的唯一官方语言是克罗地亚语，这些机构也仅仅是“克罗地亚的”。

清朝官方對奧匈帝國的譯名为“奧斯馬加”，是為匈牙利語“奥地利-匈牙利”（Ausztria-Magyarország）之音譯。

## 历史背景与折衷起因

### 匈牙利王国与王位问题
1526年，匈牙利王国在莫哈奇战役中败于奥斯曼帝国，匈牙利国王，雅盖隆王朝的拉约什二世以及王国众多显要的宫廷成员、贵族、神职人员皆在这场战役中身亡，且拉约什二世没有留下合法子嗣，匈牙利就此陷入了空位期与动荡期。
1526年11月10日-12日，匈牙利各阶层在塞克什白堡召开国会，他们援引于1505年国会上通过的《拉科什决议》（尽管该决议由于未获时任国王乌拉斯洛二世签署而未能成为法律），其中规定只有在匈牙利出生的人才有权被选举成为国王，并因此一致选举在相当长一段时间里获绝大多数贵族支持的绍波尧伊·亚诺什为匈牙利国王。然而根据当时的法律，这场国会并不拥有选举国王的权利，因为其并不是由纳多尔召开的，尽管如此，绍波尧伊的支持者占据了国家的大部分地区，而且他走完了完整的加冕程序，完全合乎规范与习惯法。绍波尧伊还派遣了使团前往多个欧洲国家，且得到了法国国王和波兰国王，以及教宗克莱孟七世对其匈牙利国王地位的承认。
另一方面，哈布斯堡王朝也又一次地介入了匈牙利事务。他们引据1491年的《布拉迪斯拉发和约》与1506年的《哈布斯堡-雅盖隆联姻条约》，宣布王位应由斐迪南一世继承。这一时期支持哈布斯堡这一王位宣称的主要有拉约什二世的遗孀玛利亚（斐迪南一世的妹妹）以及少数贵族（其中不乏与绍波尧伊存在长期私人恩怨的人，例如时任纳多尔巴托里·伊什特万三世），他们于1526年12月16日-12月17日在布拉迪斯拉发召开国会，选举斐迪南一世为国王，并宣布选举绍波尧伊为国王的塞克什白堡国会无效。然而，这场于布拉迪斯拉发召开的国会同样存在缺陷，即匈牙利各州中只有布拉迪斯拉发和肖普朗派出了代表，并且当时的局势导致斐迪南一世也没有条件进行加冕。
绍波尧伊并未阻止这场于布拉迪斯拉发召开的对立国会，尽管其宫廷内有相当多人强烈建议他应组织一支军队进行反击，他希望斐迪南一世和神圣罗马帝国皇帝查理五世能加入自己反奥斯曼的阵线。绍波尧伊此时的核心目标在于从奥斯曼帝国手中收回失地，并且已经夺回了斯雷姆、班默诺什托尔、切鲁格等地，还向波兰、法国等国派出了反奥斯曼的使团。
为了保持和平与争取哈布斯堡王朝加入反奥斯曼阵线，绍波尧伊派遣了以班菲·亚诺什为首的使团与斐迪南一世进行谈判——不仅没有取得实质性成果，还被斐迪南一世扣押了几个月后才被释放，双方因此各自着手备战。作为对斐迪南一世的回应，绍波尧伊于1527年3月在布达召开了国会，出席者包括33名显赫的首席官员（12名高级神职人员和21名大领主）、53个州的代表（只有被奥斯曼和斐迪南一世控制的州没派出代表）、特兰西瓦尼亚地区和特兰西瓦尼亚萨克森人的代表、10个自由王家城市的代表等，几乎代表了匈牙利国家的绝大多数地区，在代表性和形式上对布拉迪斯拉发国会形成了压倒性优势。布达国会随后向斐迪南一世致信（近150个人签署），信中指出斐迪南一世不应被视作匈牙利国王，即便是两个王朝之间的婚约，也不能将匈牙利国家当做“联姻赠礼”转赠，并要求斐迪南一世撤出其占领的匈牙利领土，应共同对付奥斯曼的威胁，而不是对匈牙利发动战争。
斐迪南一世并未接受布达国会的要求，而是与联军（包括神圣罗马帝国皇帝查理五世、勃兰登堡选帝侯、普法尔茨选帝侯等）继续进攻绍波尧伊，并且随后在基策宣誓，重申匈牙利王位，长达十多年的匈牙利内战彻底打响，奥斯曼帝国随后也直接介入干涉，最终导致匈牙利国家在事实上陷入了三分状态。这种状态直到1718年《帕萨罗维茨条约》的签订才彻底结束，哈布斯堡王朝得以真正控制几乎整个匈牙利王国。

### 奥匈折衷
由于哈布斯堡在匈牙利的诸多政策和与匈牙利国会和各阶层的冲突，导致匈牙利王国时常爆发反哈布斯堡起义，从农奴市民到纳多尔等一众显要官员里都有着反哈布斯堡起义者，这些起义最终都被哈布斯堡王朝镇压，但反哈布斯堡活动并未因此完全结束。
在1848年匈牙利革命中，匈牙利王国提出了更高程度的自治要求，随着多场抗议活动和维也纳革命的爆发，这些要求基本得到了满足，并以《四月法令》的形式在匈牙利国会通过，斐迪南五世于4月11日将其签署。但随着维也纳革命的失败和欧洲革命陷入低潮，哈布斯堡王朝随即要求匈牙利国会废除《四月法令》，否则就将面临军事进攻，匈牙利方面予以回绝，开始组织军队反抗，并于1849年4月宣布独立，但最终在哈布斯堡王朝与前来协助的俄罗斯帝国的联手镇压下失败,匈牙利原有的自主权被专制统治所取代。革命失败后，哈布斯堡王朝展开了极端的报复，这场报复行动的代表以有“哈布斯堡之虎”之称的尤里乌斯·雅各布·冯·海瑙为代表，他主持并处决了众多革命者，还在一封于1849年8月18日给皇帝弗朗茨·约瑟夫一世的信件中宣称“我一定要把那些叛乱领袖绞死，凡是投身革命者行列里的属于皇帝-国王陛下的军官，我都要枪决，......我问心无愧，即便枪毙上百人也在所不惜，因为我坚信，这是向未来所有叛乱发出警告的唯一方式”。
进入1860年代，哈布斯堡帝国遭遇两次严重的军事失败：在第二次意大利独立战争中失去了对北意大利大片地区的控制（伦巴第-威尼托、摩德纳-雷焦、托斯卡纳、帕尔马-皮亚琴察）；1866年又在普奥战争中失败，不仅导致了德意志邦联的解体（哈布斯堡皇帝原是其永久主席），也使奥地利被排除在德意志事务之外。
维也纳的哈布斯堡宫廷意识到，为了维持其大国地位，必须与匈牙利妥协，于是开始与匈牙利政治领袖戴阿克·费伦茨领导的团体展开谈判。匈牙利方面坚持认为《四月法令》仍依然有效，但也承认根据《1713年国事诏书》，外交与国防属于奥地利与匈牙利的“共同事务”。1867年3月20日，新召开的匈牙利国会在佩斯开始讨论将于3月30日接受的《1867年奥地利-匈牙利折衷方案》。然而匈牙利方面获悉，只有皇帝在6月8日正式加冕为匈牙利国王之后，折衷方案才能在匈牙利圣冠领土上生效。7月28日，弗朗茨·约瑟夫一世以匈牙利国王的新身份批准并颁布了这些法律，标志着奥匈帝国的正式诞生。

### 大事记

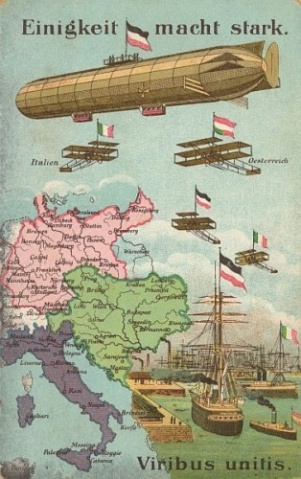
宣傳德奧意三國同盟的明信片

- 1867年：奥匈折衷案。加利西亞和克羅地亞的自治。
- 1878年：奧匈帝國獲得土耳其占領的波斯尼亞和黑塞哥維那領土（直至 1918年）和新帕扎爾領土（直至 1908年）。
- 1879年：奧匈帝國與德意志帝國結盟。
- 1882年：意大利加入同盟，三國同盟成立。
- 1897年：奧地利實行普遍的、間接的男性選舉權。
- 1907年：所有24歲以上男性的直接男性選舉權在奧地利生效。
- 1907年：奧地利第一次直接普選選舉。奧地利和匈牙利之間的新妥協案。
- 1908年：吞併波斯尼亞和黑塞哥維那。
- 1912年：塞爾維亞和保加利亞結成聯盟對抗奧匈帝國。
- 1914年：弗朗茨·斐迪南大公和他的妻子在薩拉熱窩被波斯尼亞塞族民族主义极端分子暗殺。奧匈帝國對塞爾維亞宣戰引發了連鎖宣戰，第一次世界大戰爆發。
- 1915年：奧匈帝國宣布願意割讓的里雅斯特地區。英國、法國、俄羅斯和意大利之間秘密簽署了《倫敦條約》：意大利改變立場，以獲得的里雅斯特作為激勵。
- 1916年：在戰爭中，弗蘭茨·約瑟夫一世皇帝在統治68年後去世。
- 1917年：新皇帝卡尔一世試圖與法國單獨講和，但沒有成功。
- 1918年：卡尔一世向德皇威廉二世發出電報，宣布聯盟結束。
  - 10月28日，捷克斯洛伐克共和國宣告成立。
  - 10月31日，匈牙利分离。
  - 11月3日，奧匈帝國與同盟國停戰。
  - 11月7日，波蘭共和國宣告成立（获得奧地利加利西亞地區）。
  - 11月16日，匈牙利共和國宣告成立。
  - 12月1日，帝國南部地區與塞爾維亞和黑山合併，成立塞爾維亞人、克羅地亞人和斯洛文尼亞人王國。
  - 12月24日，羅馬尼亞接收特蘭西瓦尼亞領土。
- 1919年、1920年：聖日耳曼條約和特里亞農條約簽訂後，奧匈帝國徹底解體。

## 政府结构
奥匈帝国有三个不同的政府：奥地利政府、匈牙利政府和一个位于皇帝之下的中央政府。匈牙利和奥地利各有各自的议会和自己的首相。皇帝的权力理论上是至高的，但实际上是有限的。皇帝的中央政府负责陆军、海军、外交和对外贸易。奥匈帝国内的一些地区如加利西亚和克罗地亚享受特别地位，它们拥有自己的特殊政府形式。
奥地利和匈牙利两个地区的共同政府由一个共同部长会议组成，这个共同部长会议的成员包括三个部长（财政、军事和外交），两个地区的首相，一些大公和皇帝本人。
兩个议会各派出一个代表团，各六十人分别对共同部长会议的财政计划及其他議案討論，这样每个地区政府对共同政府的工作有一定的影响力，不過總括來說，議會的聯席是沒有甚麼真正的權力，因為它僅能互相提出照會，在奧、匈兩代表團兩次照會均無法達成共識時，才分別進行表決，由始至終它都不能對中央的事務進行共同辯論及質詢。
行政上，最终共同政府的部长仅对皇帝负责，而非議會及人民，而皇帝本人有权对外交和军事政策作最后决定。两个地方政府与中央政府权力交叉往往导致摩擦和低效率。尤其军队在这方面受到阻碍。尽管军事是中央政府的职权范围，但奥地利和匈牙利政府有“征兵、提供驻扎地、运输和补给，以及负责军队人员民事的和非军事事务的责任”。因此每个地方政府对中央政府的决定有很强的影响力，而每个地方政府都使用每一个机会来扩大它们自己的权力。
1867年以后半个世纪中，奥地利与匈牙利的关系屡次因共同对外关税安排以及两国政府向共同财政的出资比例而产生争议。这些事务最初由《1867年奥地利-匈牙利折衷方案》裁定，其中规定共同支出中奥地利承担70%，匈牙利承担30%。该比例每十年必须重新协商一次，每当协议更新之际，政治局势便陷入动荡。到1907年，匈牙利的出资比例已上升至36.4%。这些争议在20世纪初达到了顶点，最终引发了一场长期的宪政危机。危机的导火索是对匈牙利军队中使用何种语言进行指挥的分歧，而后在1906年，反对党联盟联合反对派的上台使其愈加激化。在1907年10月和1917年11月，双方在维持现状的基础上则临时延续了现行安排。

## 领土

### 领土构成
奥匈帝国建立在1867年折衷方案使匈牙利脱离奥地利、恢复独立国格的基础之上。为了回避这一事实，帝国发明了“内莱塔尼亚（Cisleithanien）”和“外莱塔尼亚（Transleithanien）”两个术语，分别指代奥地利和匈牙利。这两个术语得名于两国国界的莱塔河，位于维也纳东南方。
奥地利或内莱塔尼亚的正式名称为“帝国议会所代表的王国和领地（Die im Reichsrat vertretenen Königreiche und Länder）”，由奥地利世袭领地（Österreichische Erblande）、波希米亚王冠领地（Länder der Böhmischen Krone）、达尔马提亚王国、加利西亚和洛多梅里亚王国、布科维纳公国组成，其中奥地利世袭领地和波希米亚王冠领地又细分为若干部分。内莱塔尼亚的领土如今分属奥地利、捷克、波兰、乌克兰、罗马尼亚、斯洛文尼亚、克罗地亚、黑山、意大利等国。
匈牙利或外莱塔尼亚的正式名称为“匈牙利圣伊什特万王冠领”，由匈牙利王国、克罗地亚与斯拉沃尼亚王国、阜姆市组成。外莱塔尼亚的领土如今分属匈牙利、斯洛伐克、奥地利、斯洛文尼亚、克罗地亚、塞尔维亚、罗马尼亚、乌克兰、波兰等国。
1902年，帝国在中国开辟天津奥租界（Konzession von Tientsin），是帝国唯一的海外属地，1917年被北洋政府收回。
1908年，帝国正式吞并波斯尼亚和黑塞哥维纳，设为奥地利和匈牙利共管区域。
另外，1878至1908年间，帝国占领并实际统治了奥斯曼帝国的波斯尼亚和新帕扎尔两地。
| 奥匈帝国内的王国及国家： 内莱塔尼亚：1. 波希米亚，2. 布科维纳，3. 克恩滕，4. 克雷恩，5. 達爾馬提亞，6. 加利西亚和洛多梅里亚，7. 奥地利滨海地区，8. 恩河以下奥地利，9. 摩拉維亞，10. 萨尔茨堡，11. 上下西里西亚，12. 施泰尔马克，13. 蒂罗尔，14. 恩河以上奥地利，15. 福拉尔贝格；外莱塔尼亚：16. 匈牙利，17. 克羅埃西亞-斯拉沃尼亞；共管区：18. 波斯尼亚和黑塞哥维纳 |

### 行政区划

#### 奥地利（内莱塔尼亚）
- 奥地利世袭领地（Österreichische Erblande）
  - 奥地利大公国（Erzherzogtumen Österreich），包括
    - 恩河以上奥地利大公国（Erzherzogtum Österreich ob der Enns）
    - 恩河以下奥地利大公国（Erzherzogtum Österreich unter der Enns）

  - 施泰尔马克公国（Herzogtum Steiermark）
  - 蒂罗尔亲王级伯国（Gefürstete Grafschaft Tirol），法理上包括
    - 福拉尔贝格地方（Land Vorarlberg）

  - 萨尔茨堡公国（Herzogtum Salzburg）
  - 克恩滕公国（Herzogtum Kärnten）
  - 克雷恩公国（Herzogtum Krain）
  - 奥地利滨海地区（Österreichisches Küstenland），包括
    - 戈尔兹与格拉迪斯卡亲王级伯国（Gefürstete Grafschaft Görz und Gradisca）
    - 伊斯特利亚侯国（Markgrafschaft Istrien）
    - 的里雅斯特帝国自由市（Reichsunmittelbare Freistadt Triest）
- 波希米亚王冠领地（Länder der Böhmischen Krone），包括
  - 摩拉维亚侯国（Markgrafschaft Mähren）
  - 上下西里西亚公国（Herzogtum Ober- und Niederschlesien）
- 达尔马提亚王国（Königreich Dalmatien）
- 加利西亚和洛多梅里亚王国（Königreich Galizien und Lodomerien）
- 布科维纳公国（Herzogtum Bukowina）

#### 匈牙利（外莱塔尼亚）
- 匈牙利王国（Magyar Királyság）
- 克罗地亚和斯拉沃尼亚王国（Horvát-Szlavón Királyság）
- 阜姆自由市（Fiume Város）

1900年奧匈帝國諸城市之風貌
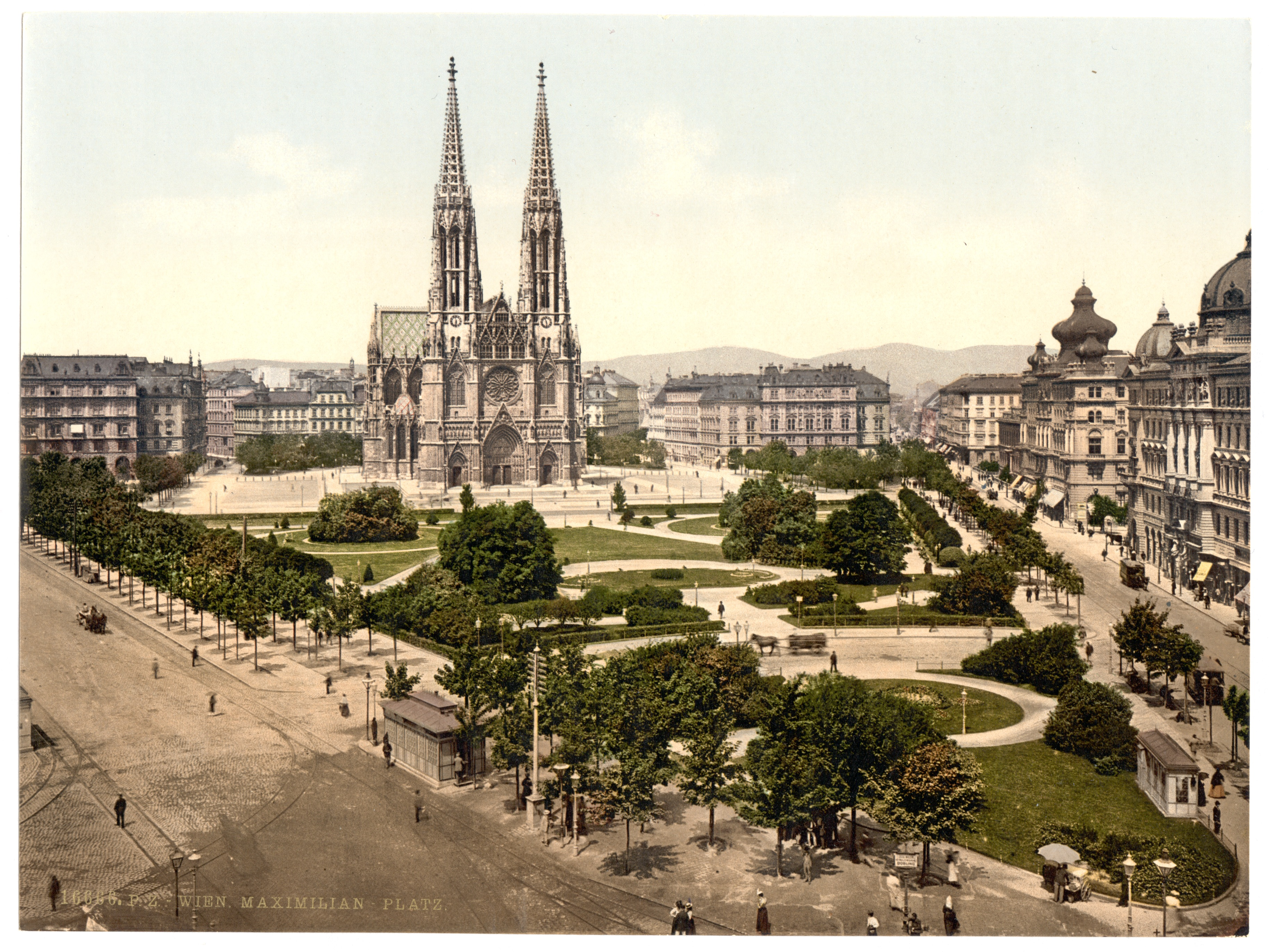
維也納
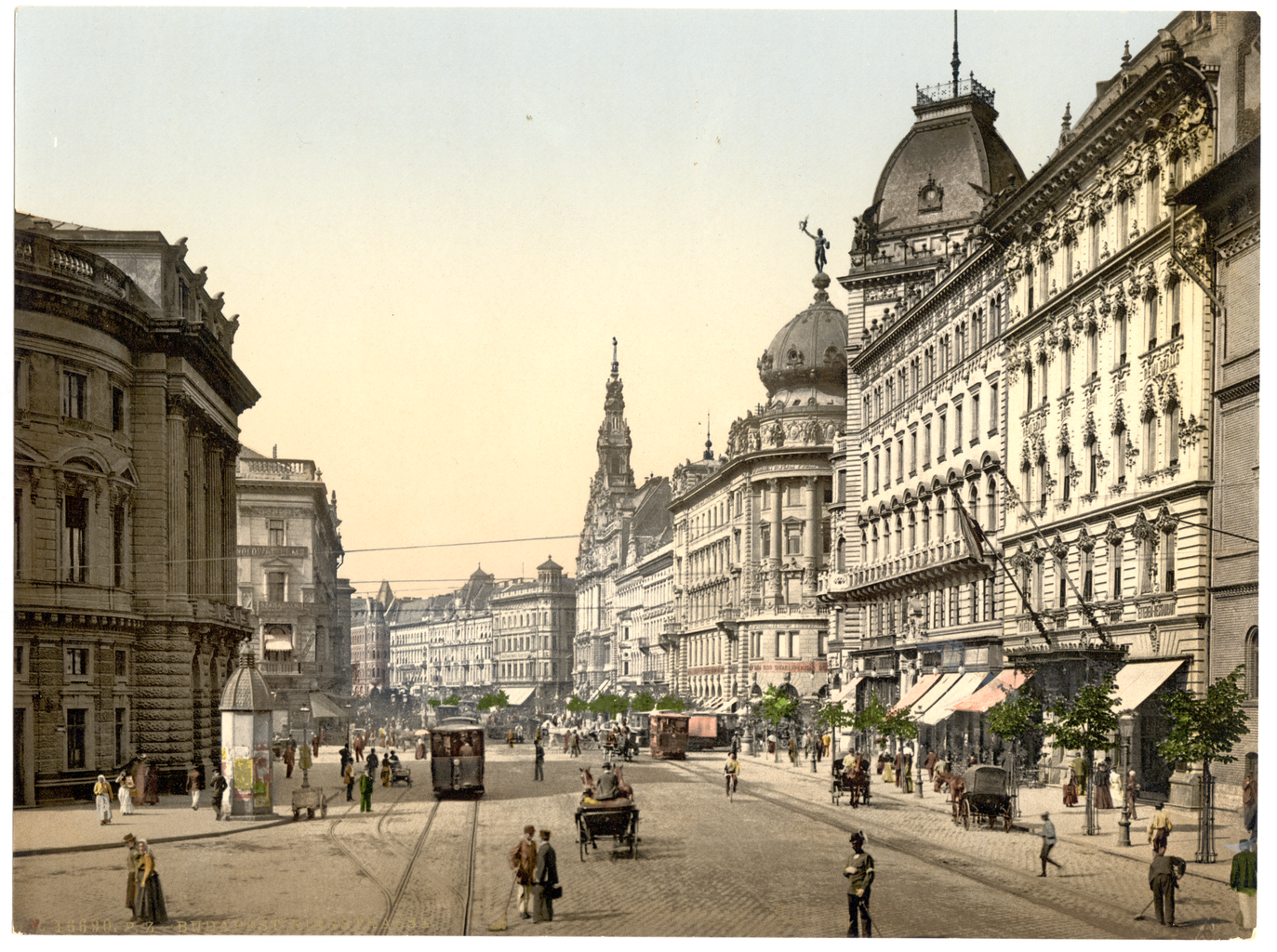
布達佩斯
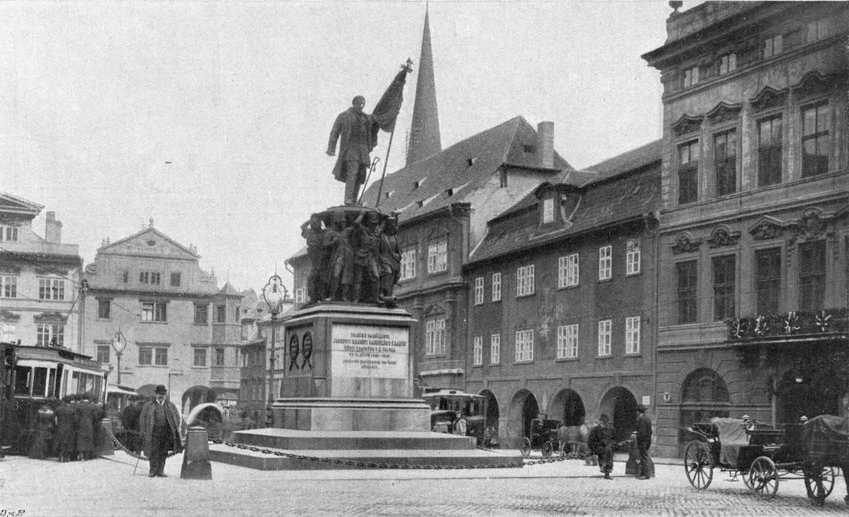
布拉格
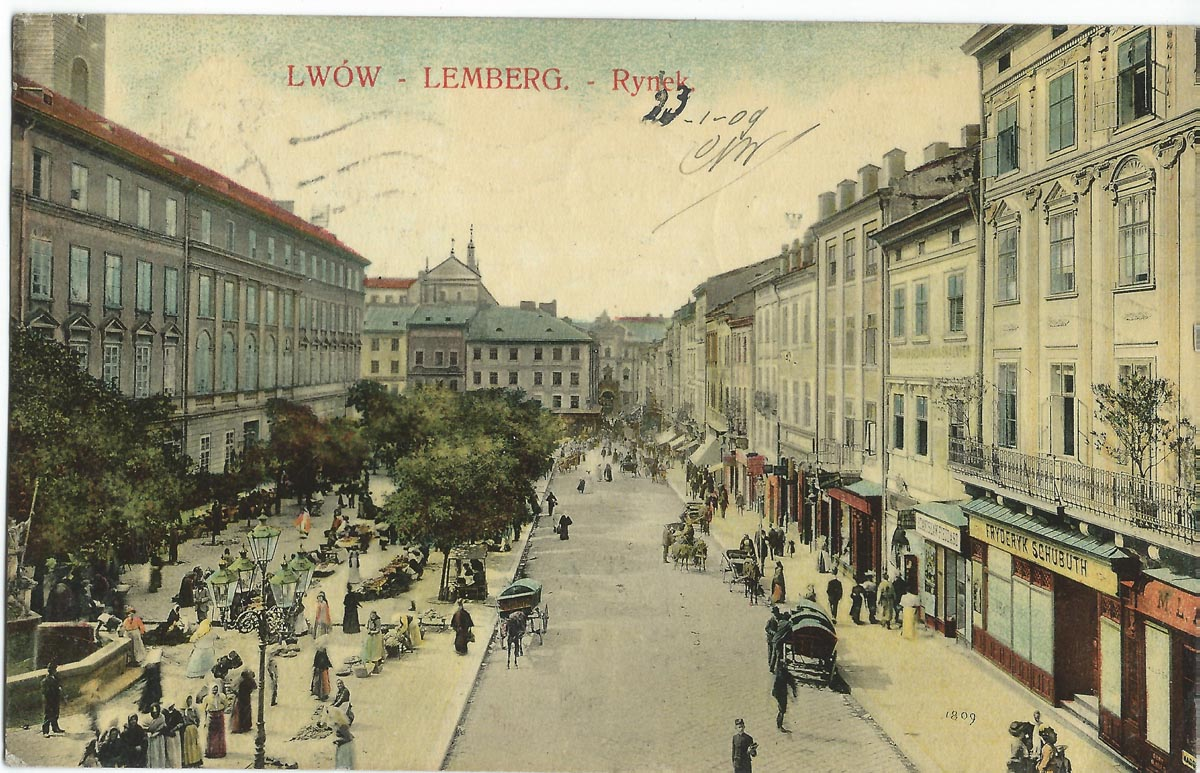
伦贝格
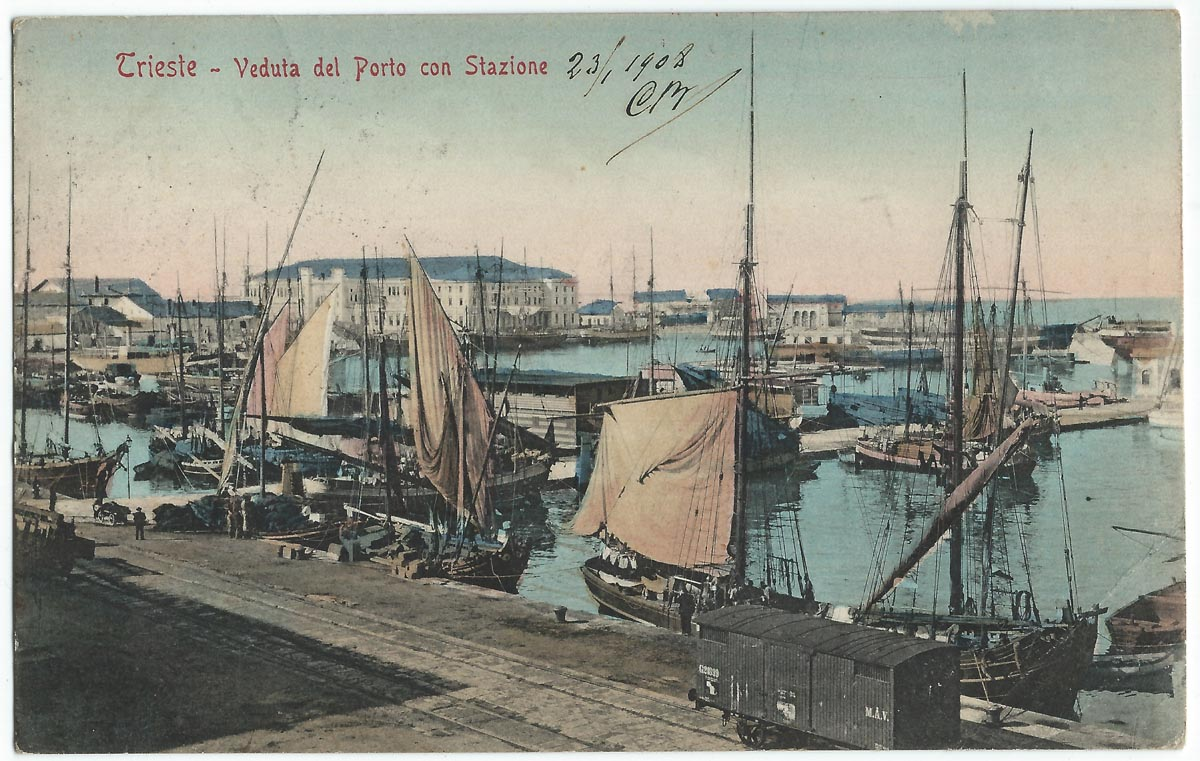
的里雅斯特
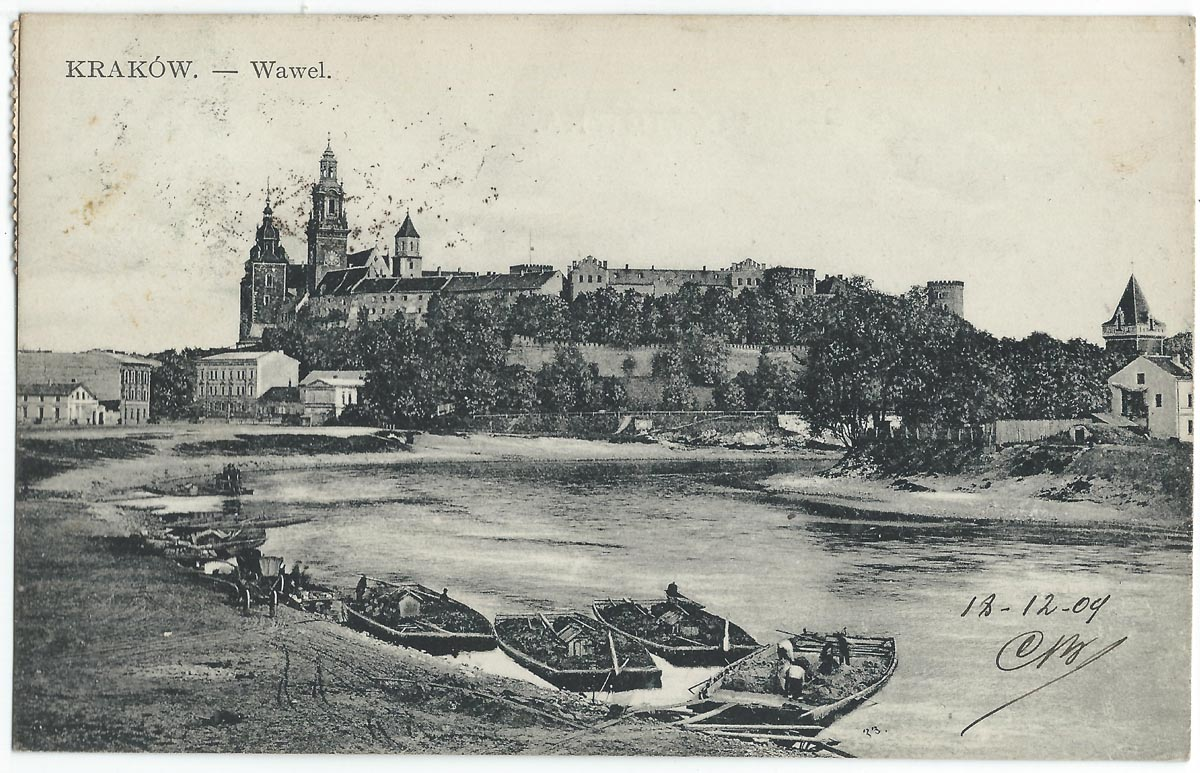
克拉考
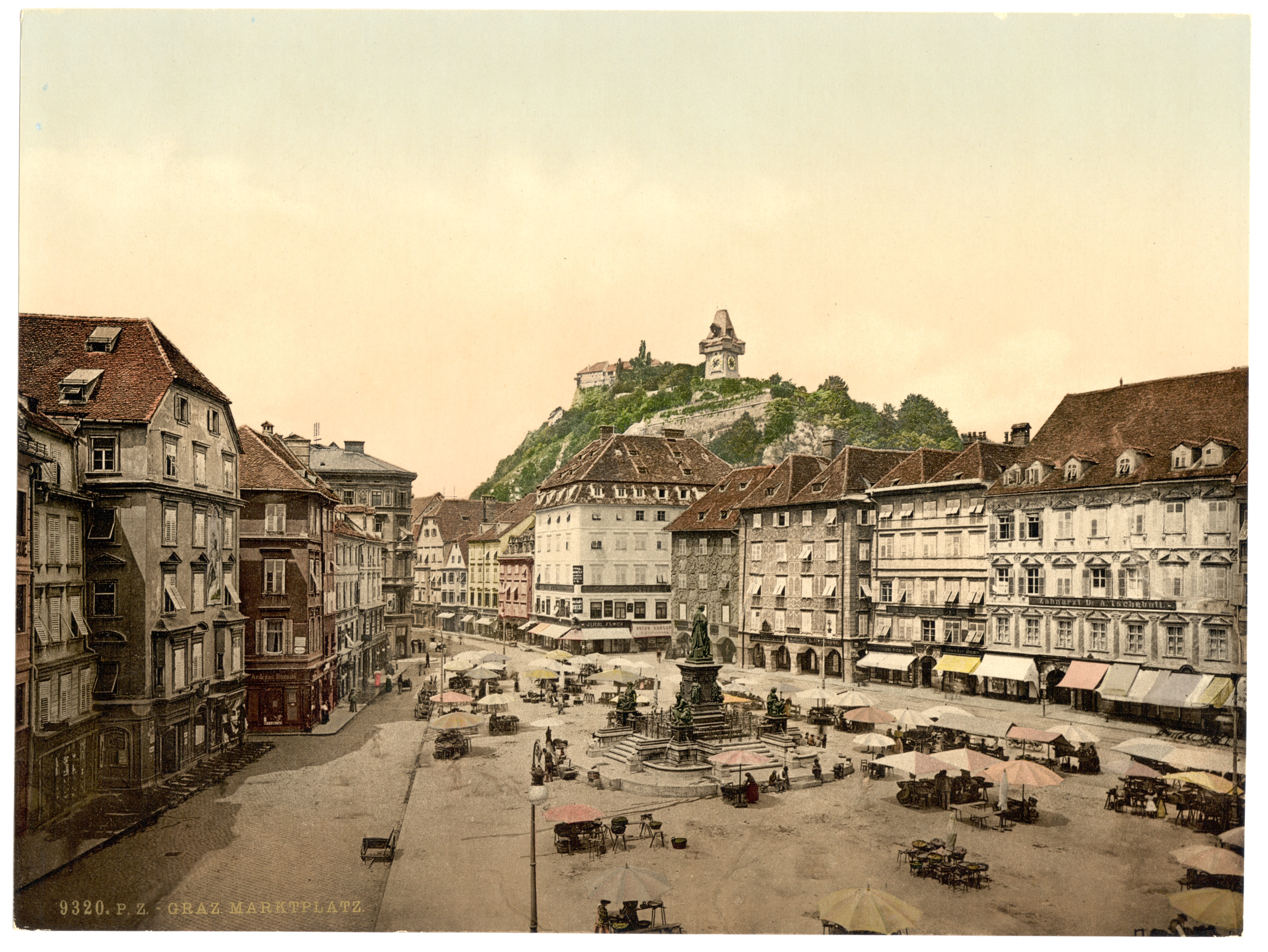
格拉茨
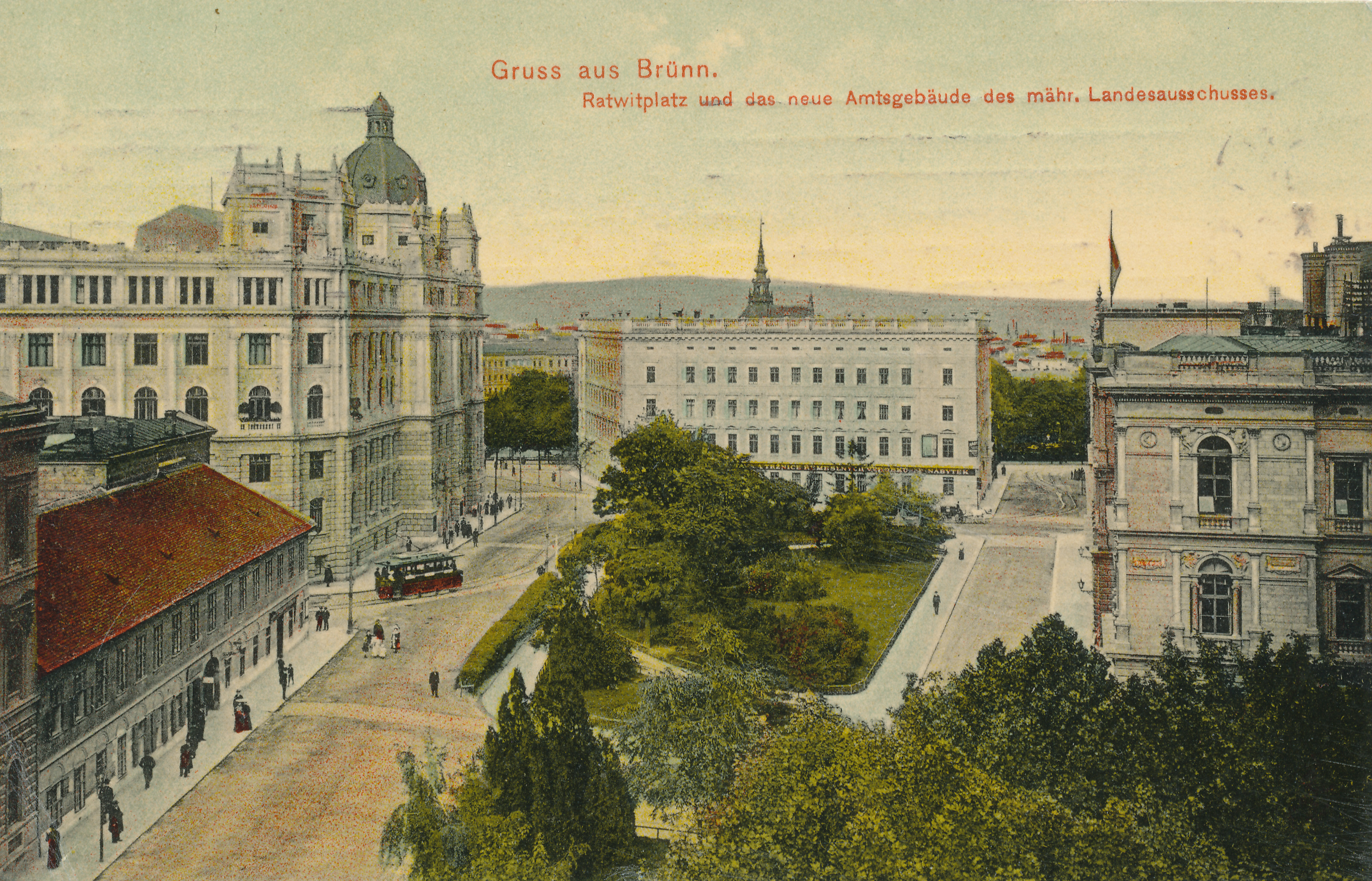
布隆
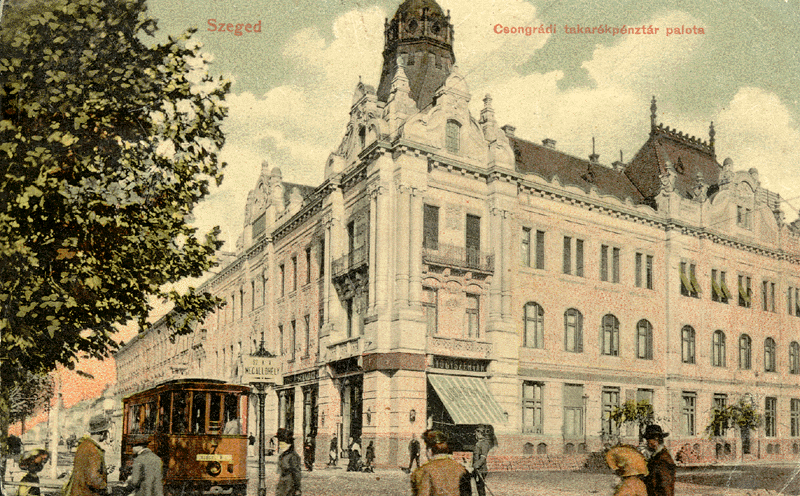
塞格德
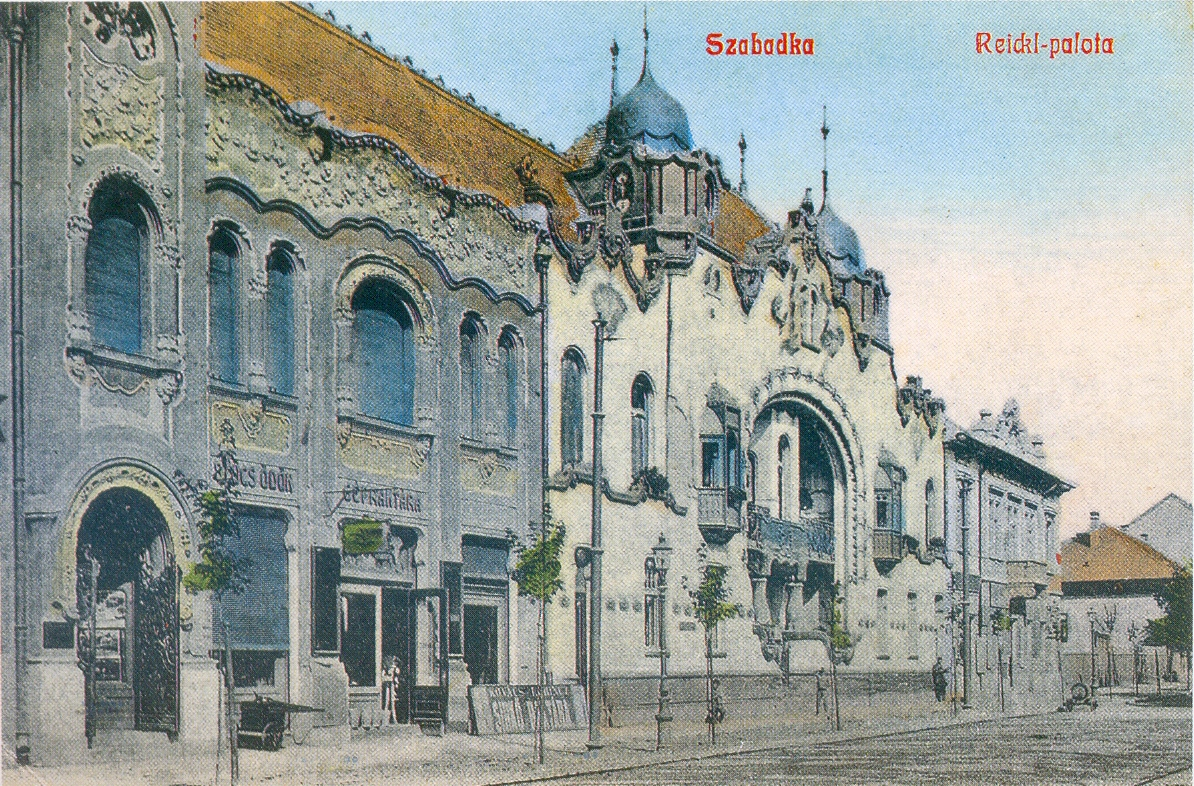
苏博蒂察
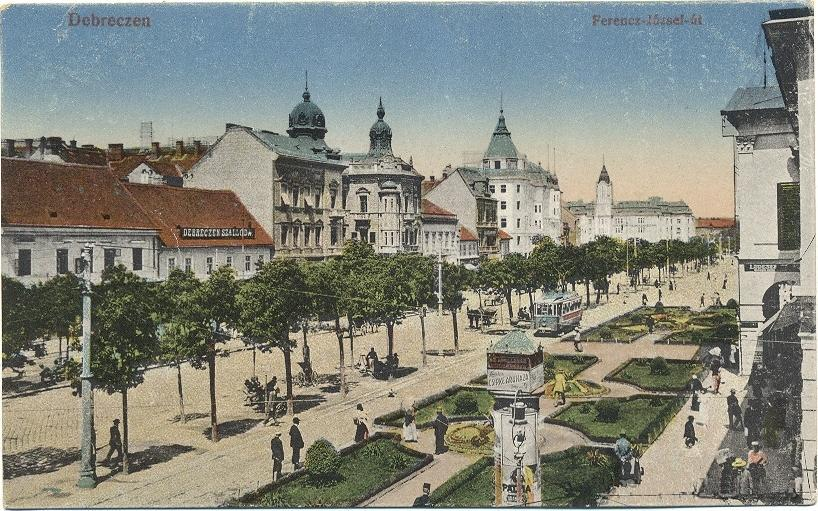
德布勒森
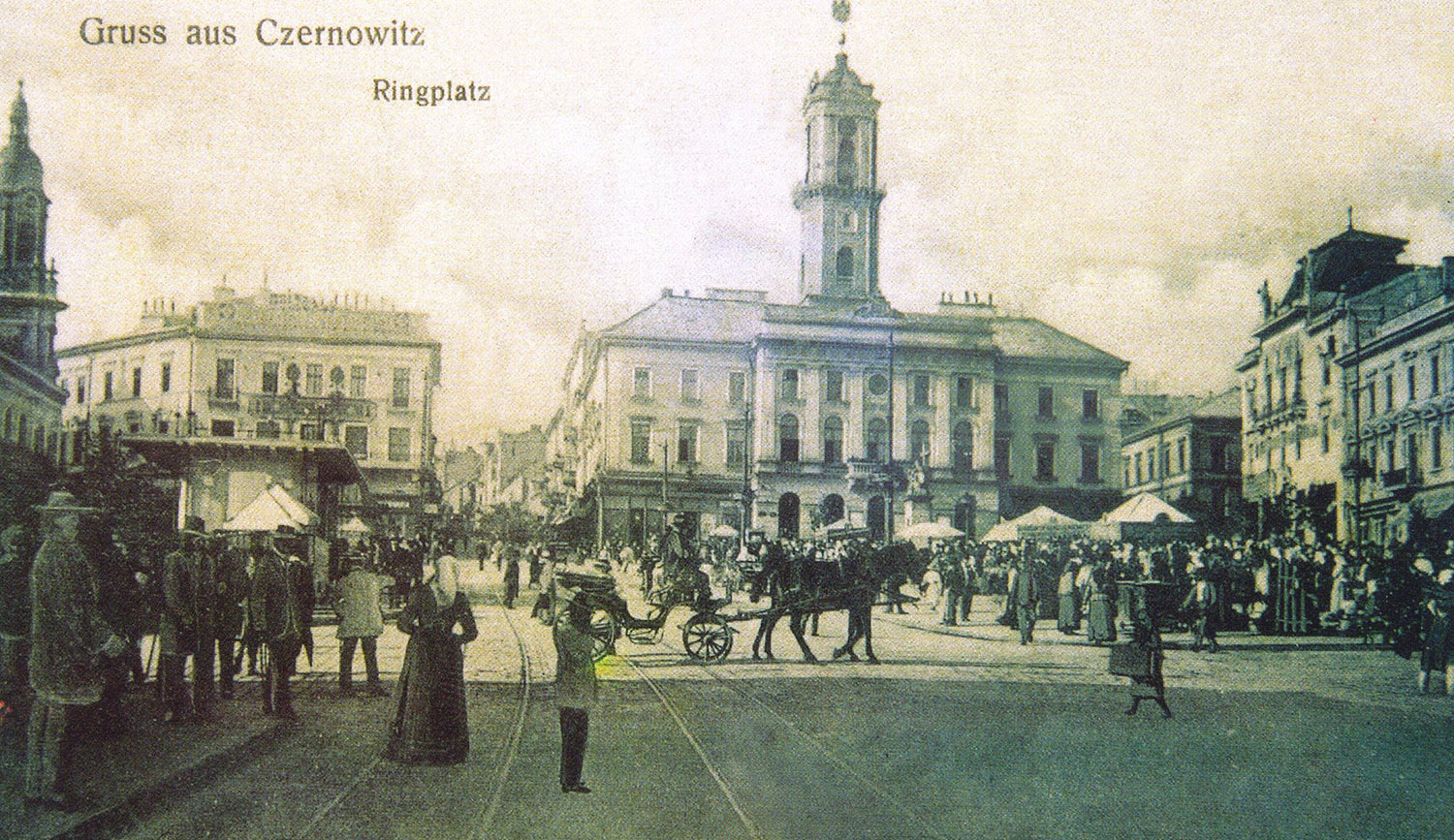
切尔诺维茨
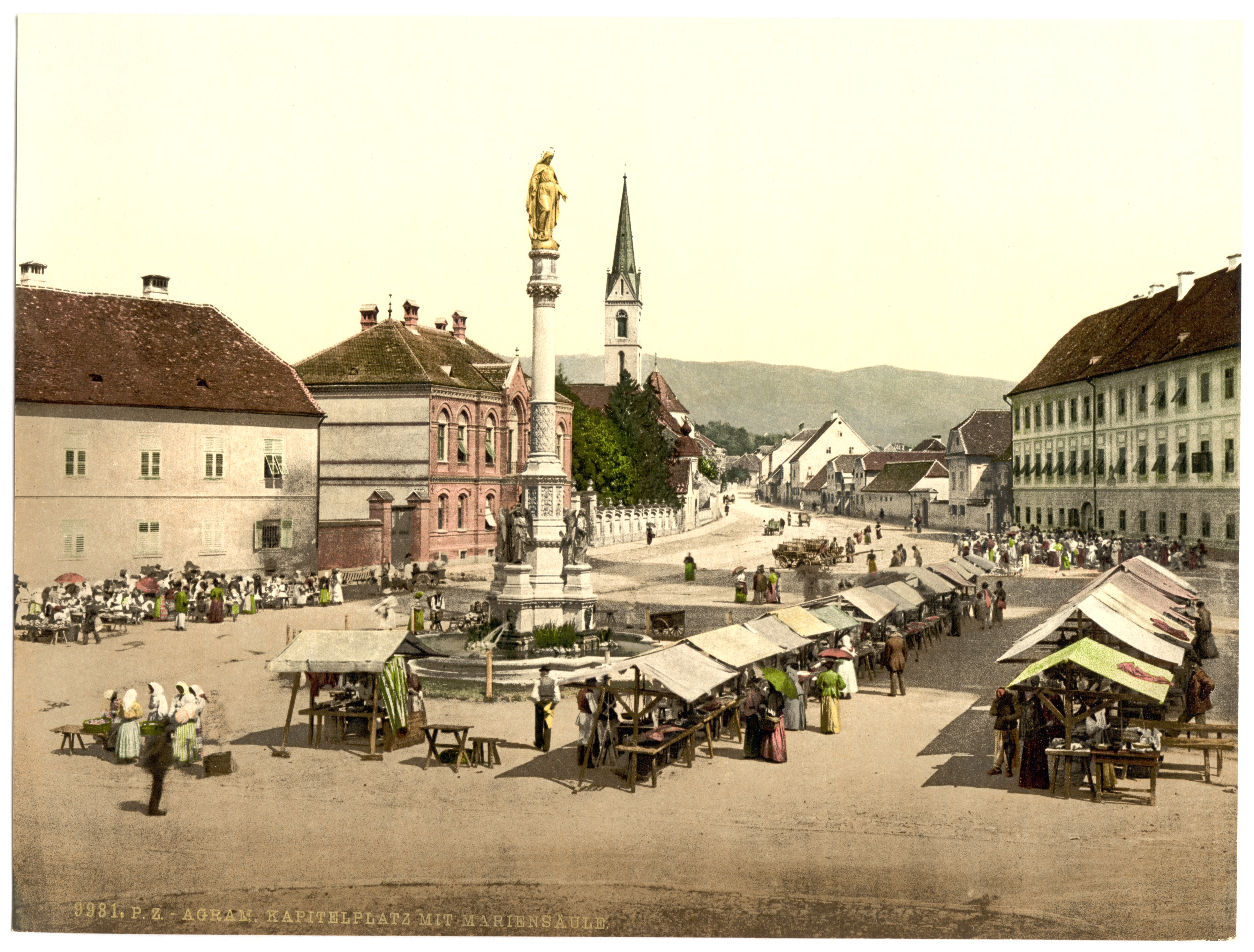
薩格勒布 Zagreb
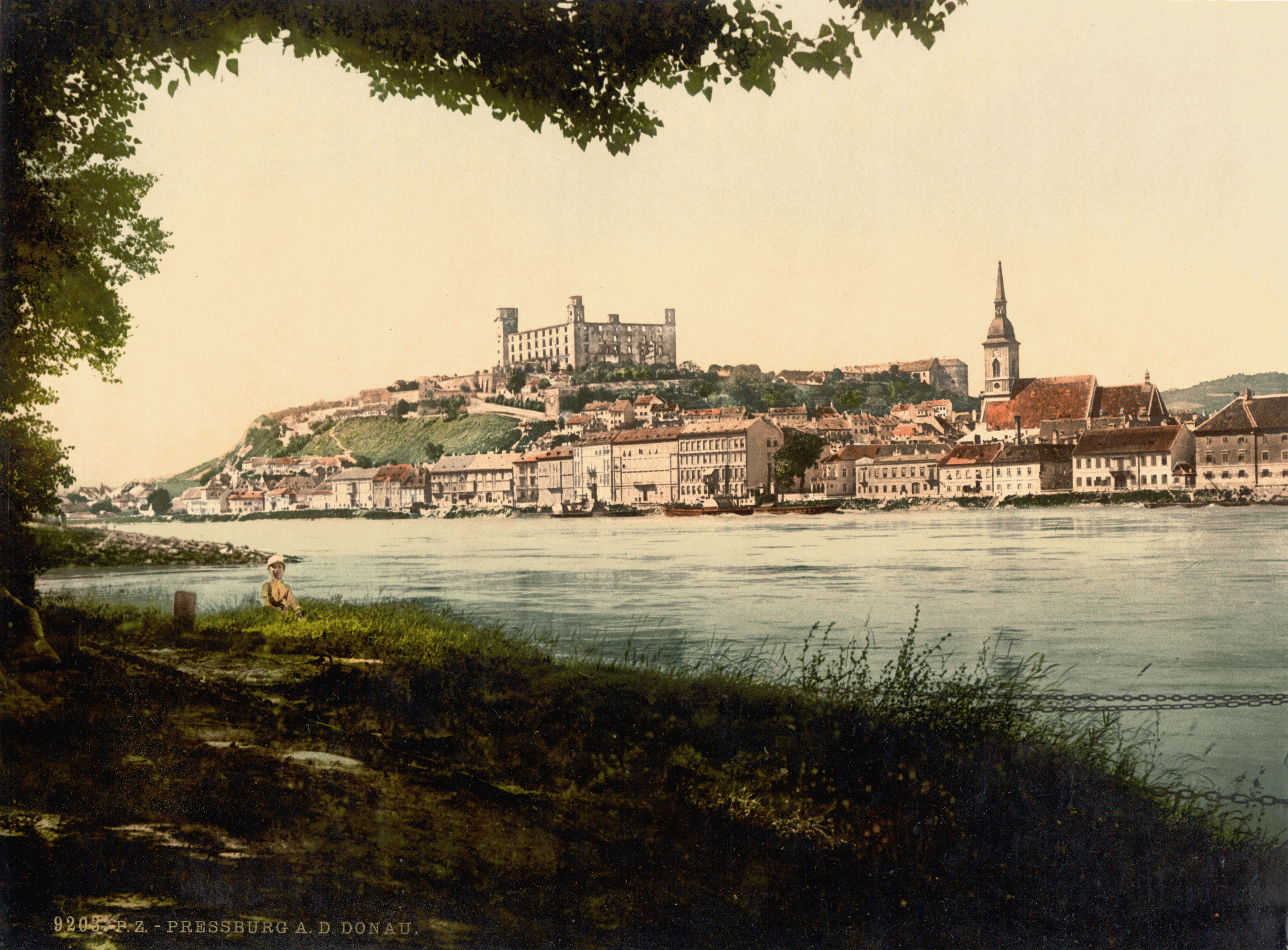
布拉迪斯拉發
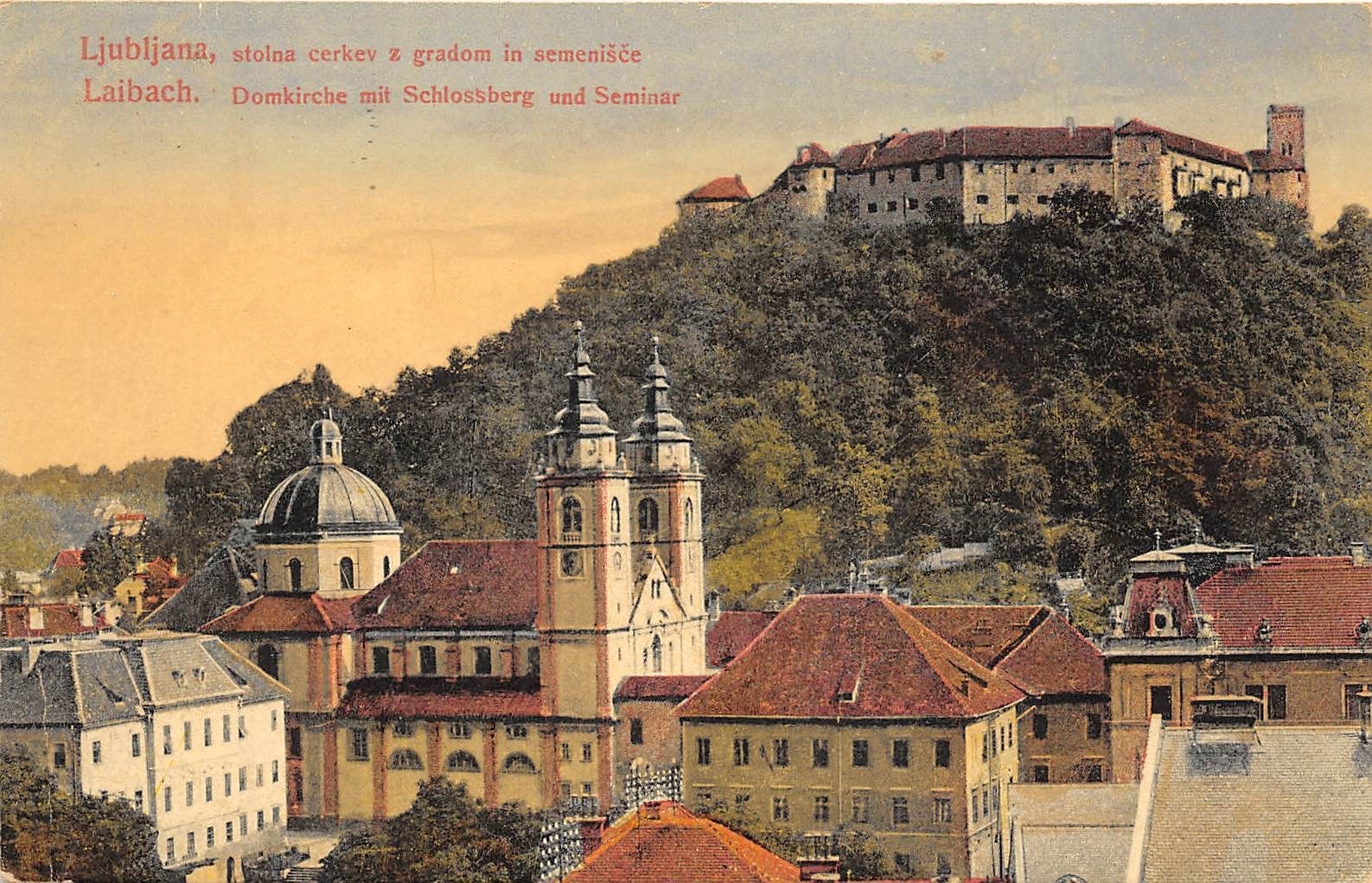
萊巴赫
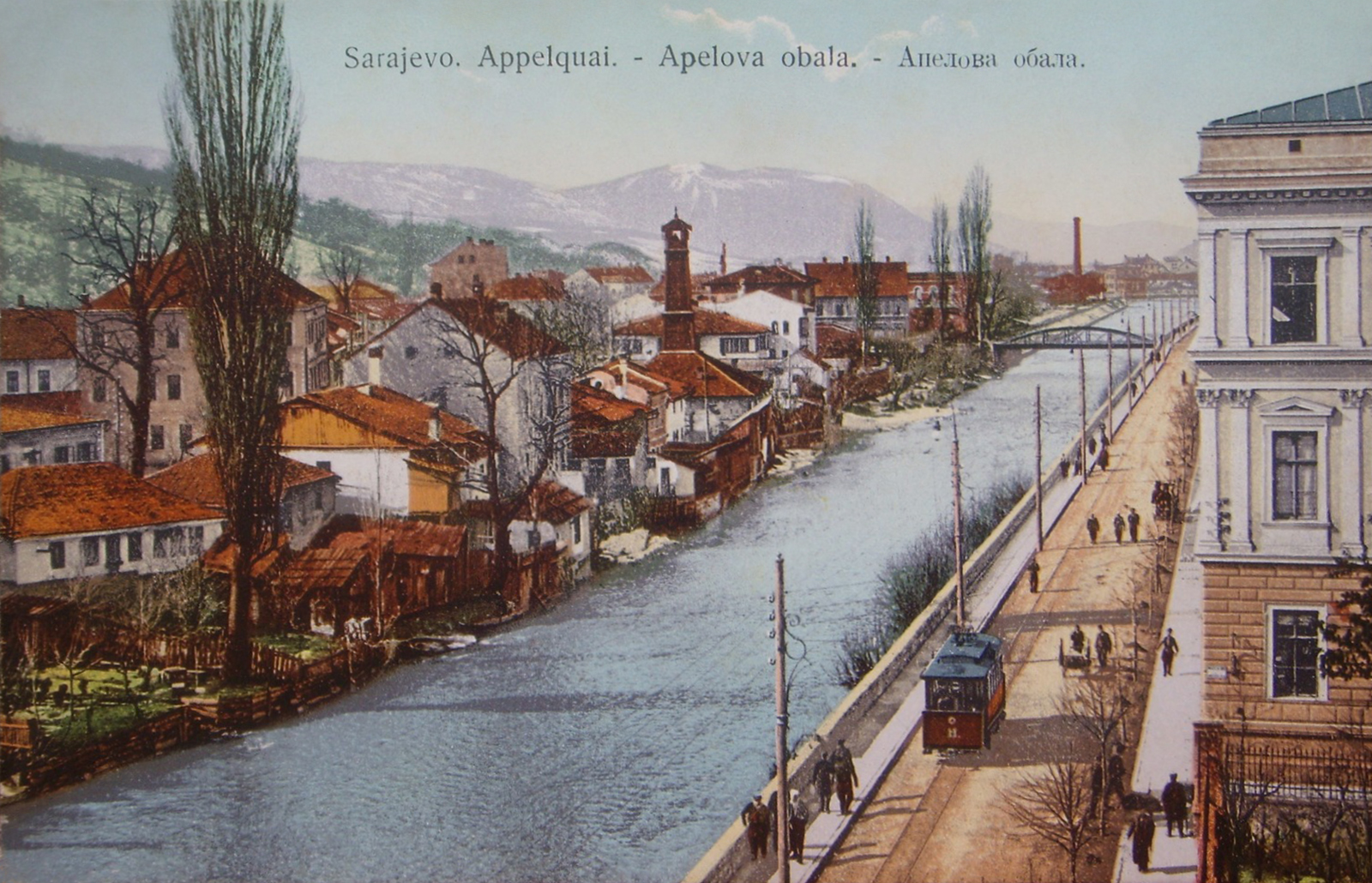
薩拉熱窩

## 人口

### 民族及其區域分佈

奥匈帝国民族组成，1910年

在帝国的两个部分起支配作用的两个民族在人口构成上都不占绝对多数：在奥地利部分中日耳曼人只佔36%，而在匈牙利部分中匈牙利人也不到半数。
捷克人、波兰人、乌克兰人、斯洛文尼亚人和意大利人都试图在奥地利部分获得更大的发言权。同时在匈牙利部分，罗马尼亚人、斯洛伐克人、克罗地亚人和塞尔维亚人也向匈牙利人的统治挑战。罗马尼亚人和塞尔维亚人还争取与新成立的羅馬尼亞和塞爾維亞王国合并。
相对于在奥地利部分的日耳曼统治者来说，匈牙利的统治者更不愿交出他们的权利。但1868年，在他们获得自主权一年后，他们授予克罗地亚王国部分自主权。
奥匈帝国内的一大问题是语言的问题。哪些语言是官方语言或官用语言总是一个问题。少数民族总是希望使用他们自己的语言以及教育他们自己的语言。比如1897年4月5日奥地利首相下令在波希米亚将捷克语和德语作为同等的内部官方语言，结果受到整个帝国日耳曼民族主义者的抨击。最后这位首相被解任。
一些民族在其本民族聚居区域内具有不同程度的自治权。匈牙利王国由于其自身的历史发展，以及19世纪时进行的统一化和行政改革，导致其是一个“半单一制”的国家，但其境内也包括享有自治权的区域（如克羅埃西亞-斯拉沃尼亞王國、里耶卡自由市）。而“内莱塔尼亚”是按照奥地利帝国自身的历史发展和体制建立起来的国家，由“历史的-政治的单位”的各州份区域组成（如波希米亞王冠領地、布科维纳公国、達爾馬提亞王國等），这些区域在自身的地方事务中也享有一定程度的内部自治权。
在奥地利和匈牙利的政治体制上，少数民族精英则呈现出不同程度的代表性。然而，少数民族及其运动却被完全排除在折衷方案所确立的“政治的-公法的”结构外。在奥地利，由于其联邦制的国家结构，相当一部分的少数民族精英得以被有效地被整合进其政治体制中（有多位奥地利部长、甚至是中央政府的部长是波兰人或捷克人）。而匈牙利则采取西欧式的“单一制国家”体制，这种国家结构几乎完全排斥了少数民族的领袖，与此同时，在自治的克罗地亚-斯拉沃尼亚王国中则确立了克罗地亚人的主导地位，由克罗地亚政治精英领导。尽管如此，允许代表少数民族的政党参加国会选举，并且还能经常能进入匈牙利国会，这种现象在当时的欧洲也可以说是独一无二的。
值得指出的是，第一次世界大战前的欧洲，只有三个国家就少数民族的权利进行了立法：最早是在匈牙利（分别于1849年和1868年），其次是奥地利（1867年），第三个是比利时（1898年）。其他欧洲国家的法律体系则多禁止并规定要惩罚在小学、文化机构、公共行政、司法系统和媒体中使用少数民族语言的行为。

### 地區和人口

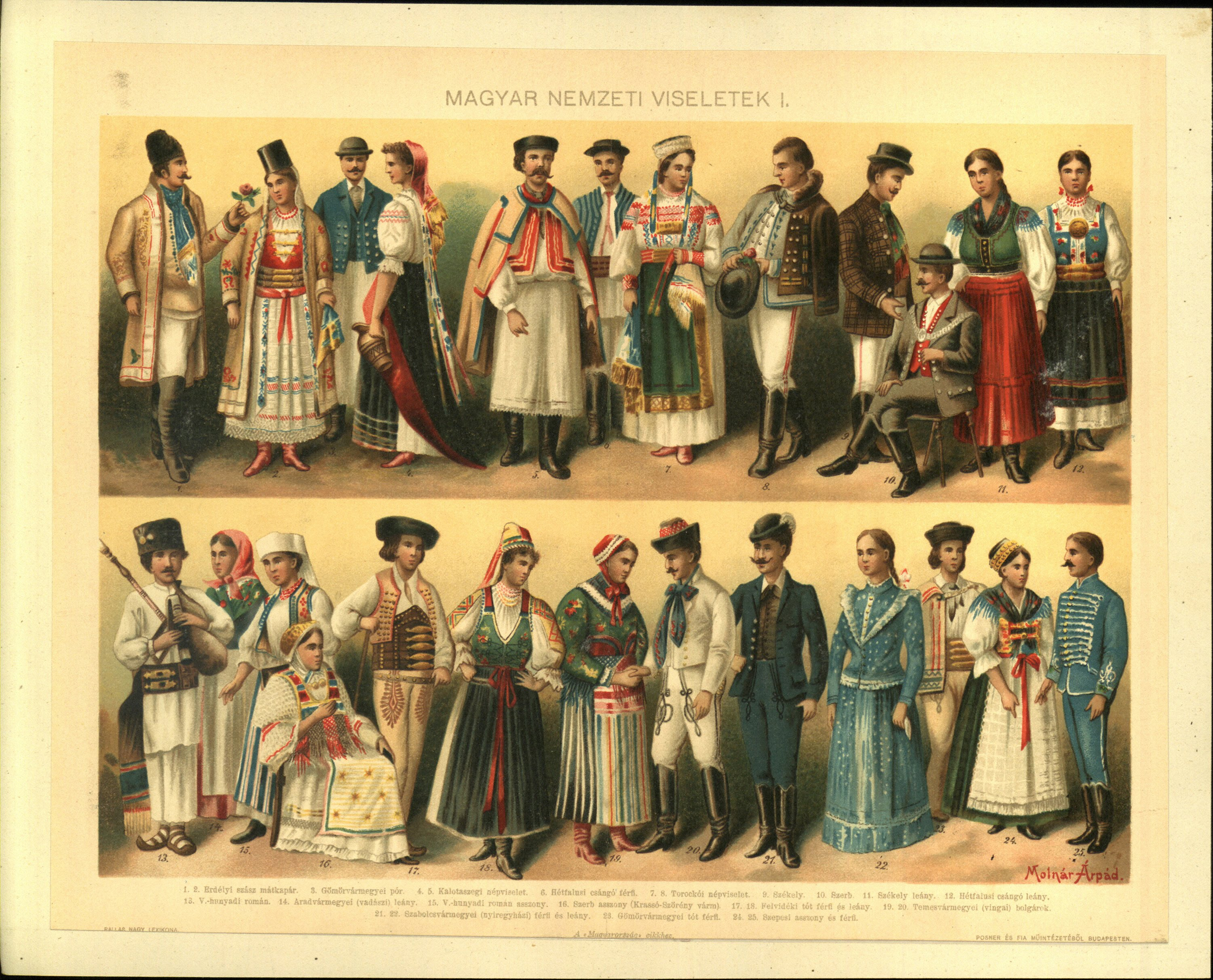
匈牙利王國境內的各類傳統服裝（19世紀末）

| 地區                         | 領土 (km2)      | 人口                 |
| ---------------------------- | --------------- | -------------------- |
| 奧地利帝國                   | 300,005 (≈48% ) | 28,571,934 (≈57.8% ) |
| 匈牙利王國                   | 325,411 (≈52% ) | 20,886,487 (≈42.2% ) |
| 波斯尼亚和黑塞哥维纳         | 51,027          | 1,931,802            |
| 新帕扎尔桑贾克（截至1909年） | 8,403           | 135,000              |

### 城市规模
资料来源：奥匈帝国1910年人口普查。
| 排名 | 城市名                              | 人口        |
| ---- | ----------------------------------- | ----------- |
| 1.   | 維也納（奥地利首都）                | 3,668,322人 |
| 2.   | 布達佩斯（匈牙利首都）              | 2,883,630人 |
| 3.   | 布拉格/布拉哈（波希米亚首府）       | 2,032,026人 |
| 4.   | 布隆/布爾諾（摩拉维亚首府）         | 1,951,886人 |
| 5.   | 克拉考/克拉科夫（加利西亚城市）     | 1,825,737人 |
| 6.   | 的里雅斯特（滨海地区首府）          | 1,529,510人 |
| 7.   | 伦贝格/利沃夫（加利西亚首府）       | 1,026,113人 |
| 8.   | 格拉茨（施泰尔马克首府）            | 751,781人   |
| 9.   | 塞格德（匈牙利城市）                | 518,328人   |
| 10.  | 苏博蒂察（匈牙利城市）              | 394,610人   |
| 11.  | 德布勒森（匈牙利城市）              | 190,764人   |
| 12.  | 切诺维兹/切尔尼夫齐（布科维纳首府） | 87,100人    |

### 語言
在奧地利帝國部分（Cisleithania），1910年的人口普查記錄日常使用的語言，猶太人經常使用德語作為使用語言。36.8％的人口將德語作為母語，超過71％的居民平常使用德語。
在匈牙利王國部分（Transleithania），人口普查主要以母語為基礎，48.1％的人口將匈牙利語作為母語。但不包括克羅地亞 - 斯拉沃尼亞自治區，匈牙利王國超過54.4％的居民以匈牙利語為母語（包括猶太人）。
| 語言                   | 人數       | %      |
| ---------------------- | ---------- | ------ |
| 德語                   | 12,006,521 | 23.36  |
| 匈牙利語               | 10,056,315 | 19.57  |
| 捷克語                 | 6,442,133  | 12.54  |

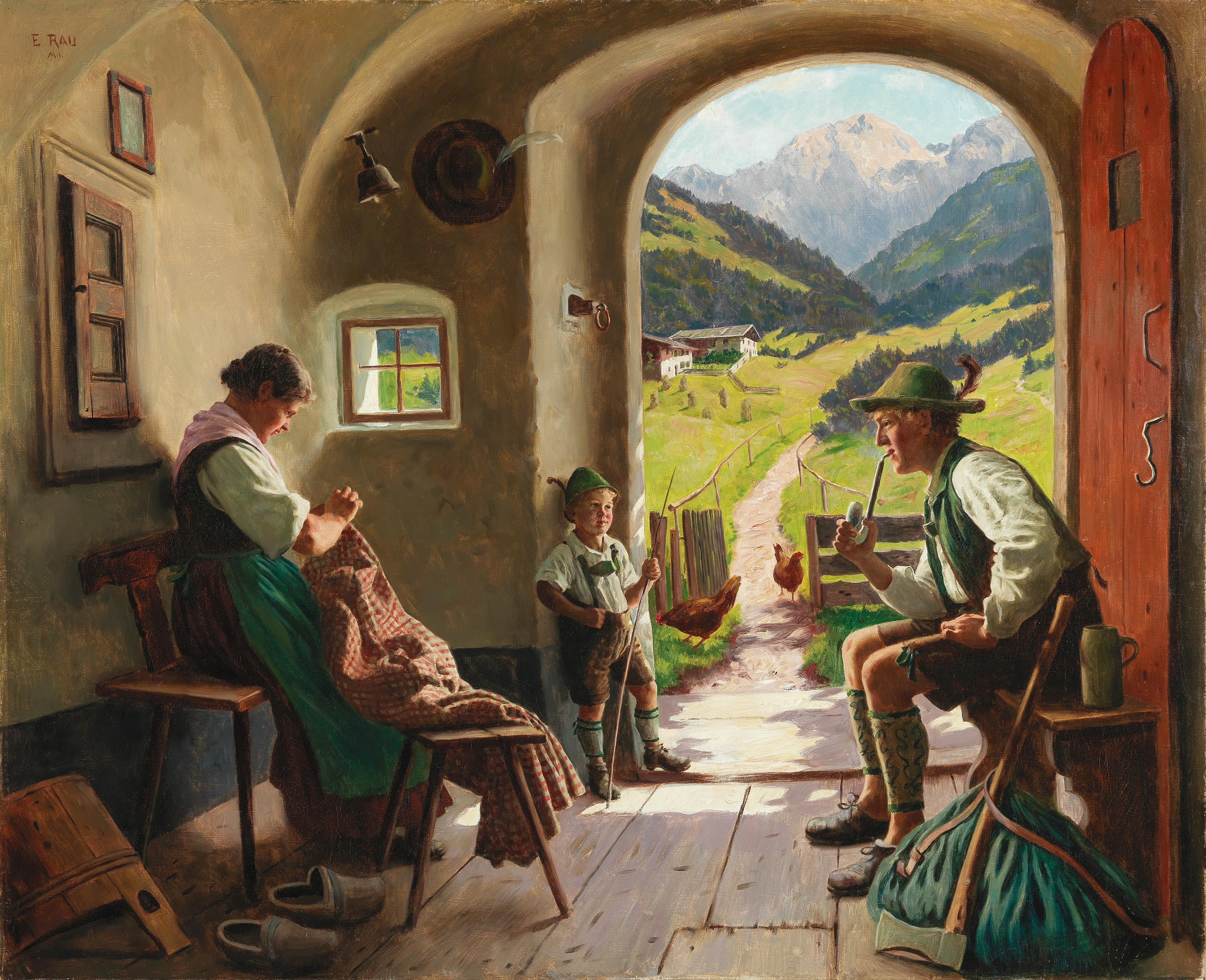
蒂羅爾的傳統服飾

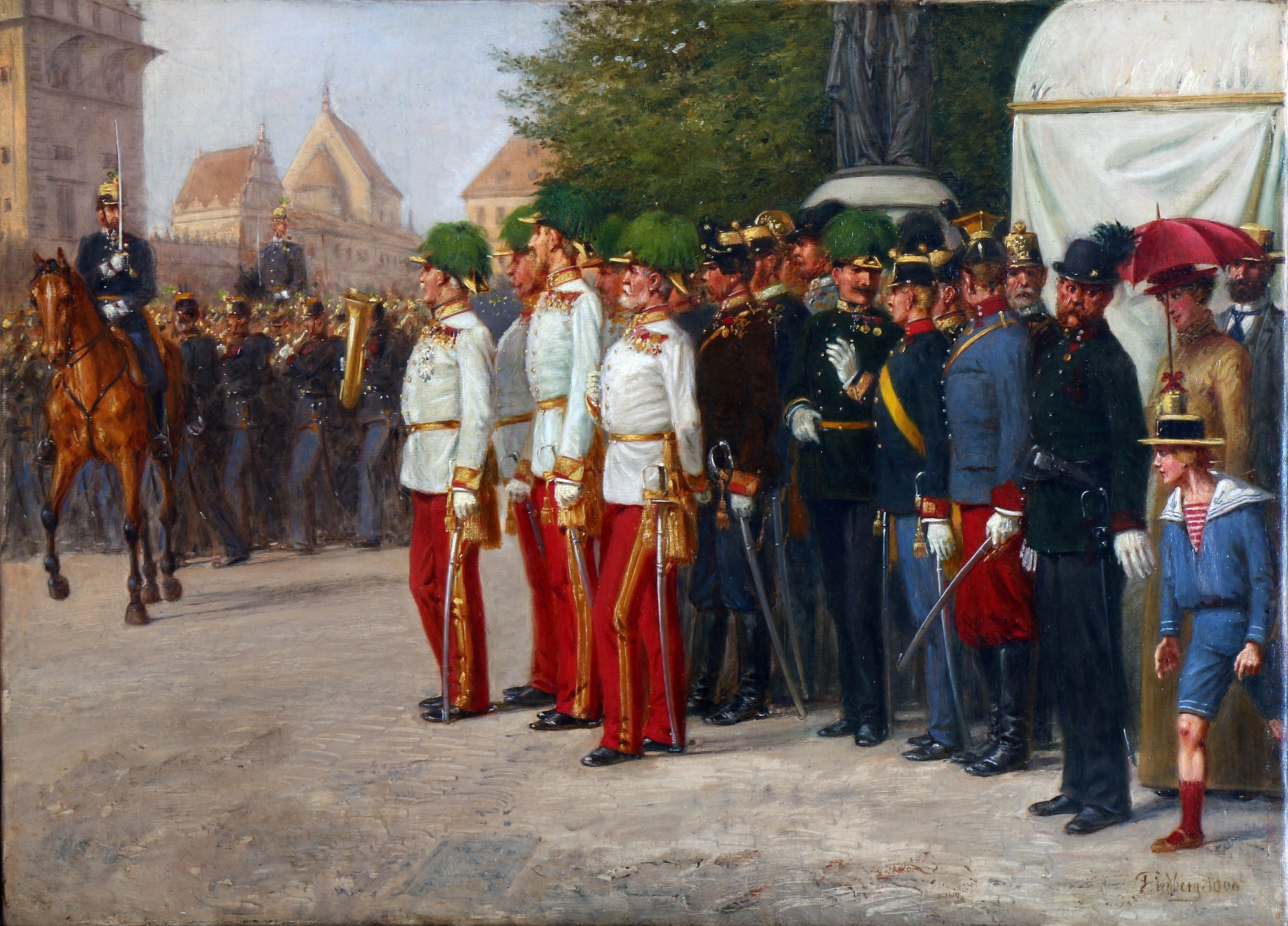
1900在波希米亞王國布拉格的遊行

| 塞爾維亞-克羅埃西亞語  | 5,621,797  | 10.94  |
| 波蘭語                 | 4,976,804  | 9.68   |
| 羅塞尼亞語 和 烏克蘭語 | 3,997,831  | 7.78   |
| 羅馬尼亞語             | 3,224,147  | 6.27   |
| 斯洛伐克語             | 1,967,970  | 3.83   |
| 斯洛文尼亞語           | 1,255,620  | 2.44   |
| 義大利語               | 768,422    | 1.50   |
| 其他                   | 1,072,663  | 2.09   |
| 總數                   | 51,390,223 | 100.00 |

| 領地               | 主要語言 | 主要語言              | 其他語言（超過2%） | 其他語言（超過2%） | 其他語言（超過2%） | 其他語言（超過2%） | 其他語言（超過2%） | 其他語言（超過2%）    |
| ------------------ | -------- | --------------------- | ------------------ | ------------------ | ------------------ | ------------------ | ------------------ | --------------------- |
| 波希米亚           | 63.2%    | 捷克語                | 36.45% (2,467,724) | 德語               |                    |                    |                    |                       |
| 達爾馬提亞         | 96.2%    | 塞爾維亞-克羅埃西亞語 | 2.8%               | 義大利語           |                    |                    |                    |                       |
| 加利西亚           | 58.6%    | 波蘭語                | 40.2%              | 烏克蘭語           | 1.1%               | 德語               |                    |                       |
| 下奥地利           | 95.9%    | 德語                  | 3.8%               | 捷克語             |                    |                    |                    |                       |
| 上奥地利           | 99.7%    | 德語                  | 0.2%               | 捷克語             |                    |                    |                    |                       |
| 布科维纳           | 38.4%    | 烏克蘭語              | 34.4%              | 羅馬尼亞語         | 21.2%              | 德語               | 4.6%               | 波蘭語                |
| 克恩滕             | 78.6%    | 德語                  | 21.2%              | 斯洛文尼亞語       |                    |                    |                    |                       |
| 克雷恩             | 94.4%    | 斯洛文尼亞語          | 5.4%               | 德語               |                    |                    |                    |                       |
| 萨尔茨堡           | 99.7%    | 德語                  | 0.1%               | 捷克語             |                    |                    |                    |                       |
| 西里西亞           | 43.9%    | 德語                  | 31.7%              | 波蘭語             | 24.3%              | 捷克語             |                    |                       |
| 施泰尔马克         | 70.5%    | 德語                  | 29.4%              | 斯洛文尼亞語       |                    |                    |                    |                       |
| 摩拉维亚           | 71.8%    | 捷克語                | 27.6%              | 德語               | 0.6%               | 波蘭語             |                    |                       |
| 戈尔兹和格拉迪斯卡 | 59.3%    | 斯洛文尼亞語          | 34.5%              | 義大利語           | 1.7%               | 德語               |                    |                       |
| 的里雅斯特         | 51.9%    | 義大利語              | 24.8%              | 斯洛文尼亞         | 5.2%               | 德語               | 1.0%               | 塞爾維亞-克羅埃西亞語 |
| 伊斯特利亚         | 41.6%    | 塞爾維亞-克羅埃西亞語 | 36.5%              | 義大利語           | 13.7%              | 斯洛文尼亞語       | 3.3%               | 德語                  |
| 蒂罗尔             | 57.3%    | 德語                  | 42.1%              | 義大利語           |                    |                    |                    |                       |
| 福拉尔贝格         | 95.4%    | 德語                  | 4.4%               | 義大利語           |                    |                    |                    |                       |

| 語言           | 匈牙利本部 | 匈牙利本部 | 克羅埃西亞-斯拉沃尼亞王國 | 克羅埃西亞-斯拉沃尼亞王國 |
| 語言           | 人口數     | %          | 人口數                    | %                         |
| -------------- | ---------- | ---------- | ------------------------- | ------------------------- |
| 匈牙利語       | 9,944,627  | 54.5%      | 105,948                   | 4.1%                      |
| 羅馬尼亞語     | 2,948,186  | 16.0%      | 846                       | <0.1%                     |
| 斯洛伐克語     | 1,946,357  | 10.7%      | 21,613                    | 0.8%                      |
| 德語           | 1,903,657  | 10.4%      | 134, 078                  | 5.1%                      |
| 塞爾維亞語     | 461,516    | 2.5%       | 644,955                   | 24.6%                     |
| 羅塞尼亞語     | 464,270    | 2.3%       | 8,317                     | 0.3%                      |
| 克羅地亞語     | 194,808    | 1.1%       | 1,638,354                 | 62.5%                     |
| 其他和未表態的 | 401,412    | 2.2%       | 65,843                    | 2.6%                      |
| 總數           | 18,264,533 | 100%       | 2,621,954                 | 100%                      |

特殊地区:
| 地區             | 母語                                    | 匈牙利語                | 其他語言                                                                                     |
| ---------------- | --------------------------------------- | ----------------------- | -------------------------------------------------------------------------------------------- |
| 特兰西瓦尼亚     | 羅馬尼亞語 – 2,819,467 (54%)            | 1,658,045 (31.7%)       | 德語 – 550,964 (10.5%)                                                                       |
| 上匈牙利         | 斯洛伐克語 – 1,688,413 (55.6%)          | 881,320 (32.3%)         | 德語 – 198,405 (6.8%)                                                                        |
| 伏伊伏丁那       | 塞爾維亞-克羅埃西亞語 – 601,770 (39.8%) | 425,672 (28.1%)         | 德語 – 324,017 (21.4%) 羅馬尼亞語 – 75,318 (5.0%) 斯洛伐克語 – 56,690 (3.7%)                 |
| 喀爾巴阡鲁塞尼亚 | 羅塞尼亞語 – 330,010 (54.5%)            | 185,433 (30.6%)         | 德語 – 64,257 (10.6%)                                                                        |
| 阜姆市           | 義大利語 – 24,212 (48.6%)               | 6,493 (13%)             | - 塞爾維亞-克羅埃西亞語 – 13,351 (26.8%) - 斯洛文尼亞語 – 2,336 (4.7%) - 德語 – 2,315 (4.6%) |
| 布尔根兰         | 德語 – 217,072 (74.4%)                  | 26,225 (9%)             | 克羅地亞語 – 43,633 (15%)                                                                    |
| 普雷克穆列       | 斯洛文尼亞語 – 74,199 (80.4%) – 1921年  | 14,065 (15.2%) – 1921年 | 德語 – 2,540 (2.8%) – 1921年                                                                 |

### 宗教

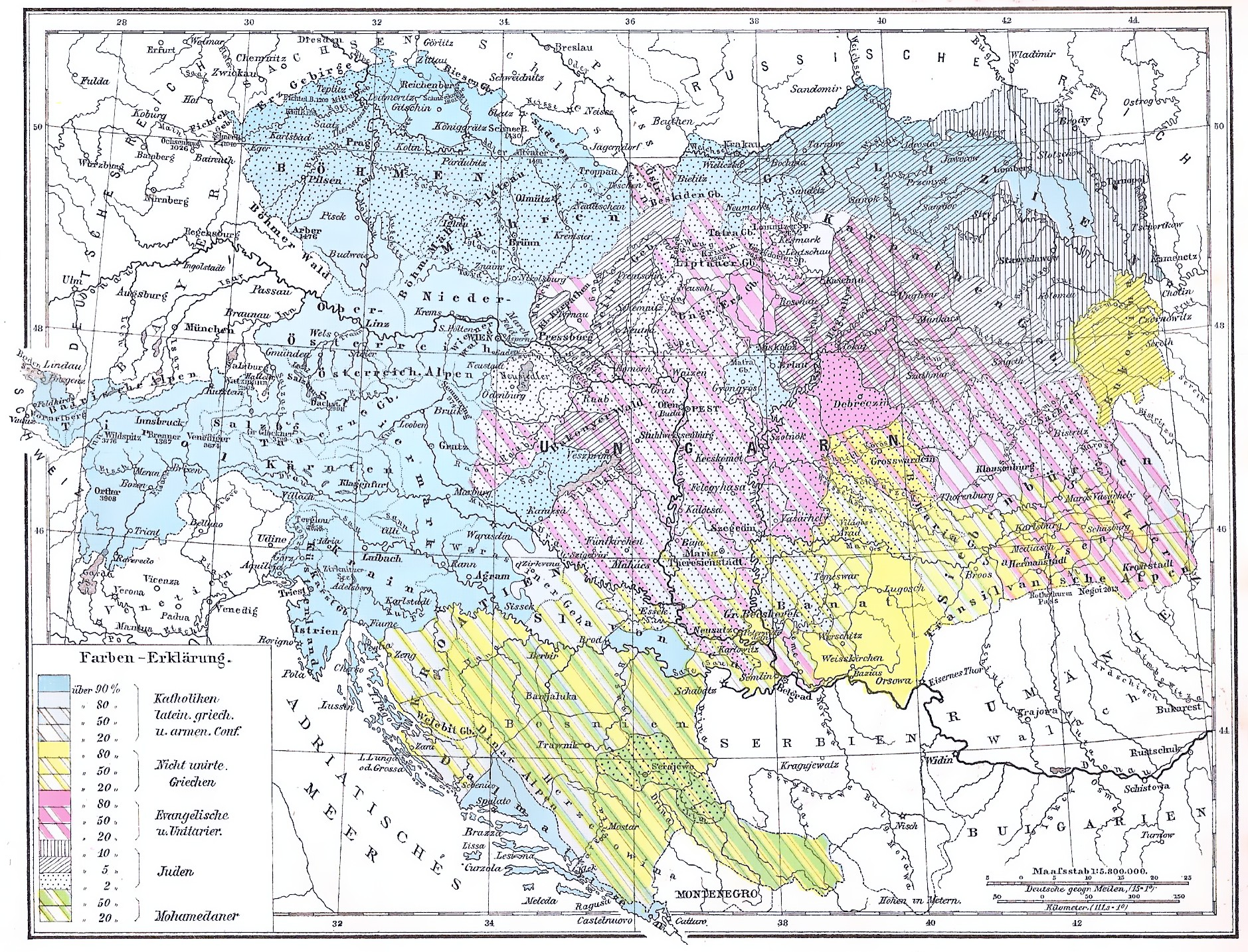
奥匈帝國的宗教分佈

| 地區/宗教 | 全國  | 内萊塔尼亞 | 外萊塔尼亞 | 波斯尼亞和黑塞哥维那 |
| --------- | ----- | ---------- | ---------- | -------------------- |
| 天主教    | 76.6% | 90.9%      | 61.8%      | 22.9%                |
| 新教      | 8.9%  | 2.1%       | 19.0%      | 0%                   |
| 東正教    | 8.7%  | 2.3%       | 14.3%      | 43.5%                |
| 猶太教    | 4.4%  | 4.7%       | 4.9%       | 0.6%                 |
| 伊斯蘭教  | 1.3%  | 0%         | 0%         | 32.7%                |

奧地利帝國宗教:
| 宗教         | 人口數（%）        |
| ------------ | ------------------ |
| 羅馬天主教   | 79.1% (20,661,000) |
| 東儀天主教   | 12% (3,134,000)    |
| 猶太教       | 4.7% (1,225,000)   |
| 東正教       | 2.3% (607,000)     |
| 路德宗       | 1.9% (491,000)     |
| 其他和無宗教 | 14,000             |

匈牙利帝國宗教:
| 宗教                 | 匈牙利本部 & 阜姆自由邦 | 克羅地亞和斯拉沃尼亞 |
| -------------------- | ----------------------- | -------------------- |
| 羅馬天主教           | 49.3% (9,010,305)       | 71.6% (1,877,833)    |
| 加爾文宗             | 14.3% (2,603,381)       | 0.7% (17,948)        |
| 東正教               | 12.8% (2,333,979)       | 24.9% (653,184)      |
| 東儀天主教           | 11.0% (2,007,916)       | 0.7% (17,592)        |
| 路德宗               | 7.1% (1,306,384)        | 1.3% (33,759)        |
| 猶太教               | 5.0% (911,227)          | 0.8% (21,231)        |
| 特蘭西瓦尼亞一神教會 | 0.4% (74,275)           | 0.0% (21)            |
| 其他宗教或無宗教     | 0.1% (17,066)           | 0.0 (386)            |

## 經濟
奧匈的工業較偏向於重工業，尤其以維也納、布拉格和布達佩斯三個城市最為發達，但沒有陷入偏科，輕工業也有足夠的實力。其重工業主要集中在機械製造、電力工業、鐵路運輸、汽車工業上面，以成就來說在歐洲乃至在世界都算是頂尖水平；而輕工業主要是以鐘錶、顯微鏡、望遠鏡、照相機等精密儀器為代表，不如德國和瑞士，但也有較為高級的競爭力。在第一次世界大戰之前的幾年中，該國成為世界第四大機械製造商，當時世界隨處可見奧匈帝國的機械類產品。
自1910年起，奥匈帝国在机械制造和机械工业出口方面超越法国，成为该领域内的第四大国，仅次于美国、德国和英国。在电力工程和电力产品（家用电器、工业用电器，以及发电机、蒸汽涡轮机、变压器等）市场上，则是仅次于美国和德国的世界第三大制造国和出口国。到1913年，奥地利帝国与匈牙利王国的铁路总长度达到43280公里。只有德国拥有更长的铁路（63378公里）；紧随奥匈帝国之后的是法国（40770公里）、英国（32623公里）、意大利（18873公里）和西班牙（15088公里）。
根據1910年的統計，奧匈最重要的貿易夥伴是德意志帝國（佔其所有出口的48％，而德佔所有進口的39％），德奧互為最大進出口國，如此緊密的經濟關係加上同為德意志民族，讓兩國自始至終能夠在軍事上站在同一陣線上；第二是英國（出口佔10%，進口佔8%），接下來的大小順序為美國、俄羅斯、法國、瑞士、羅馬尼亞和阿根廷。值得注意的是，奧匈與地理上鄰近的俄羅斯的貿易比重較低（出口僅佔7%，進口僅佔3%），和俄羅斯巨大的市場以及工業需要不符合；仔細分析，奧匈輸出給俄羅斯的均為機械零件、工廠設備、電線電燈等產品，而從俄羅斯進口的則都是毛皮、鹿角、鮭魚等農產品，換言之，如果遇到戰爭，奧匈可以掐斷眾多俄羅斯的工業必需品，而俄國只能禁止在戰場上尤其不必要的奢侈品；這也解釋了為何奧匈明明在軍力、版圖、人口上均不如俄羅斯，卻還敢屢屢與之作對的原因。

### GDP總量和人均
奧匈帝國在其存在的51年間經濟發展很快，其經濟GDP總量能佔世界5.1%，其餘國家為：大英帝國21.8%（英國本土10.7%）、美20%、德13.3%、法10.5%、俄6.5%、清4.9%、意4.1%、日3.8%、土耳其2.7%、比利時2.5%、荷蘭2.3%、瑞典-挪威2.0%、西班牙1.7%、葡萄牙1%、丹麥0.7%、瑞士0.5%，奧匈可以排名到世界第六。在奧匈成立的51年裡，其生產力的改進不斷提高，加上直接有德國在背後進行技術扶持，促進了工業化和城市化，奧匈的金融業、貸款業、醫藥產業以及原本就擅長的機械電子行業發生了迅猛的進步，舊的農業型封建制度不斷消失。在維也納附近、奧地利腹地、阿爾卑斯山麓、捷克和布達佩斯這五處，形成了整個帝國的經濟中心，19世紀末，匈牙利中心平原和喀爾巴阡山脈地區兩處也開始實現快速的經濟增長。
整個帝國內的經濟發展速度差異相當大，總的來說西部的發展比東部高得多，但這並不能一概而論，西部的斯洛文尼亞、達爾馬提亞也屬於落後地區，而東部的匈牙利首都布達佩斯卻已經迅速壯大為僅次於維也納的經濟中心，超越了傳統經濟都市布拉格。20世紀初，奧匈帝國的經濟發展速度更快了，從1870年到1913年，國家每人平均生產率每年約提高1.76%。與歐洲其它國家相比（英國1.00%，法國1.06%，德國1.51%），這個發展速度已經屬於歐洲的最高級別，但就人均收入來說還是落後於除了俄羅斯以外的所有歐洲列強，甚至不如西歐、北歐小國。導致這些的原因是它的起步比較晚，英國在人均收入上的數字已經是奧匈帝國的三倍、德國約是它的兩倍，而且這同樣也無法體現帝國內部發展的不均衡性。例如：維也納自古就是中歐中心，即使工業化稍有落後也在19世紀末發展成能和歐洲的國際都市——巴黎、倫敦、柏林不相上下的程度；而加利西亞和斯洛伐克這兩個地區的情況卻只稍微比俄羅斯的烏克蘭好一點。

### 鐵路

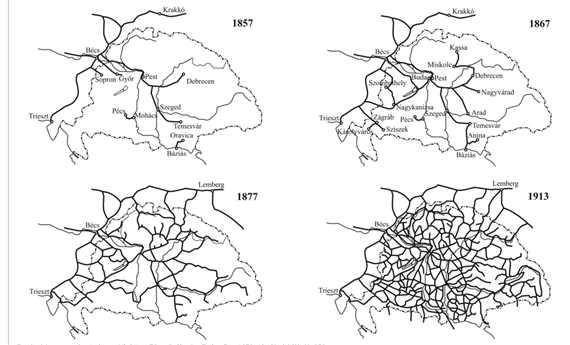
1857-1913年，可以看到匈牙利內部鐵路網呈現飛躍性增多

鐵路在奧匈帝國普及很快，可以說是所有經濟指標裡面最明顯的一個。尤其在普奧戰爭之後，普魯士以及日後的德意志帝國，出於對打敗奧地利的歉意，德國刻意壓低其鐵路工程的販賣價格及技術來協助奧地利，這讓奧匈的鐵路迎來了近乎免費的大更新，也讓兩國關係越來越親密。
在此之前，奧匈帝國的大部分運輸只能依靠船運。鐵路網的出現，使整個帝國某些資源充沛、人口眾多的落後地區得以飛速發展。1841年奧匈帝國的前身奧地利帝國就已經從維也納出發在西部建立了一個鐵路核心，政府在認識到鐵路的軍事意義之後，在其建設上大量投資，幾乎所有奧匈境內的大城市例如：布拉格、布達佩斯、克拉科夫、威尼斯、格拉茨、盧布爾雅那和布拉迪斯拉發都被連入以維也納為中心的鐵路網。
到1854年為止整個帝國內的鐵路網長度已達2000公里，其中約60-70%為國有；其餘的那一小部分為私人的，是1848年的革命和克里米亞戰爭期間帝國政府為解決其經濟困難而將鐵路出售給商人所造成的結果。從1854年到1879年，私人投資者權力增大，幾乎所有小城市的民用鐵路都是由私人投資完成的，在奧地利部份鐵路網延長了7952公里，在匈牙利部份鐵路網延長了5839公里。1879年後政府又重新將鐵路慢慢的國有化，原因是1870年代的經濟蕭條，這使私人企業對鐵路的投資熱情減緩了，而隨著經濟的高速發展，原本的鐵路網密度已經無法再滿足政府的需求。
在19世紀末尾的從1879年到1900年，奧匈帝國的鐵路事業取得了驚人的成就，共修建成了25000公里鐵路，這個長度甚至已經超過歐洲的法國、英國、德國、俄國本土，即使和美國東部地區相比也相差無幾。因為之前對鐵路的足夠重視，後面補充上來的鐵路大多數是把已有的和小農村的鐵路做連接，尤其是東部匈牙利管轄範圍之內，其密度甚至超過奧地利，為全歐之最。這些成熟、普遍、密集的鐵路網大大地降低了帝國內的運輸費用，為其內部經濟打開了巨量新的市場。有趣的是，這些奧匈時代建立的鐵路網直到現代也還在使用，並且其中大多數還是中歐各國的主要陸上運輸方式，可見其質量上的高保證。

### 汽車行業
奧地利的汽車工廠始於1897年，第一次世界大戰之前，奧匈的奧地利帝國境內有五家汽車製造商公司。它們按照當時的大小順序，為：維也納的Austro-Daimler（小汽車、公共汽車），維也納的Gräf＆Stift（高檔轎車），捷克的姆拉達-博萊斯拉夫的Laurin & Klement（摩托車、汽車），捷克科普日夫尼采的Nesselsdorfer（汽車、各類機械設備底盤），捷克的摩拉維亞汽車公司（各類機械設備底盤），和維也納的Lohner-Werke（汽車），其中位於捷克的三家汽車公司成為了日後納粹德國坦克的主要底盤製造商，這也成為了日後捷克斯洛伐克工業強大的直接原因。
匈牙利的汽車生產於1900年開始，第一次世界大戰之前，在奧匈的匈牙利王國境內也有四家汽車製造商公司。它們是：布達佩斯的岡茨公司、焦爾的Rába、布達佩斯的MÁG（Hungarian General Machine Factory）、和阿拉德的MARTA（此地現屬於羅馬尼亞）。匈牙利王國的汽車製造廠均為生產摩托車、小汽車、卡車和公共汽車的混合生產廠，均為民用。

### 電器產品
1873年，早在奧匈舉辦的世博會——維也納萬國博覽會中，就展示出了照明設備的雛形，政府也積極在大學或者國營公司內加大這項民生工業的研究力度。到了1884年，位於匈牙利布達佩斯甘茨工廠的三名工程師KárolyZipernowsky、OttóBláthy和MiksaDéri看到當時法國的變壓器無法可靠地調節電壓的弊端，於是發明了一種“並連型”連接的變壓器，這在後來被稱為“閉芯變壓器”，這個有效的發明因為其成本低廉，最終使在家庭、企業、和公共場所的大量照明設備成為可行。奧匈電氣產業的另一個重要里程碑是在1885年於奧地利發明的“恆定變壓器”，它在前述的基礎上引入了“壓縮密集型電源（VSVI）系統”，這是由維也納大學實驗室中的布拉西（Blathy）、齊珀諾夫斯基（Zipernowsky）和德里（Déri）經過實驗而發明的，他們在使用閉芯的基礎上，改採“並連但分流型”的設計，讓變壓器的電壓有了可被保證的穩定性，此系統至今仍在世界上被使用。
在發電機方面，世界第一台小型水力發電輪機由1866年的Ganz工廠設計，其發明者為不可考的無名的工程師設計，並透過奧匈政府於1883年開始在全國的農村河流中推廣使用，一口氣解決了偏遠地區發電困難的問題；而到了1903年，奧地利自主研發的中型和大型蒸汽渦輪發電機也於的Ganz工廠開始批量生產，大型配備於水壩發電站中，中型則給輪船使用。1905年，Láng機械廠公司也開始生產交流電型蒸汽發電輪機，這讓奧匈的電力還有足夠的盈餘給周邊國家輸出，尤其支持了北意大利、瑞士、羅馬尼亞和德國南部。
在燈泡領域也成就驚人，Tungsram公司自1896年以來，就一直負責製造奧匈帝國的燈泡和霓虹真空管，這個公司於1904年12月13日，透過旗下的兩名研究人員——匈牙利的SándorJust和克羅地亞的Franjo Hanaman，獲得了世界上第一隻“鎢絲燈”燈泡，這讓這家公司獲得了匈牙利專利（第34541號）。鎢絲燈比傳統碳絲燈的壽命更長，並且發出的光更加潔白明亮，鎢絲燈首次於在1904年借由匈牙利公司Tungsram的平台銷售，這種燈一經上市就壟斷了行業，導致在許多歐洲國家不把它稱作鎢絲燈而是「Tungsram燈」，直接改寫了人類燈泡歷史的進程；但Tungsram公司的發明並未停止，它還為了真空管的穩定性和亮度提升做了大量的試驗，發明出了可被批量生產的“無線電管”和“X射線管”兩種產品，在第一次世界大戰的開始之後，此公司的產品被大量用於戰爭用途，奧匈解體後其產業被匈牙利繼承。
電話的發明也與奧匈有密切聯繫，把“電報”升級為聲音形式的“電話”這一想法，是匈牙利工程師蒂瓦達·普斯卡斯（TivadarPuskás，1844–1893年）在美國留學時構想出的，他和托馬斯·愛迪生（Thomas Edison）一起合作實驗，最終成功“把電報聲音化”；但如同愛迪生對特斯拉所做的一樣，這個專利和發明人的榮譽被愛迪生竊取。不過當時匈牙利對本國人民採取極端保護主義，蒂瓦達·普斯卡斯回到匈牙利後成為政府的御用工程師，大幅度改良並升級了奧匈的電話體系。匈牙利人諾斯·霍爾德（JánosNeuhold）於1879年在布達佩斯成立了匈牙利第一家電話機廠，除了運用先前技術生產電話，還有所有配套設備例如：麥克風、電報、電話數字鍵盤、和接線機。1884年，Tungsram公司也開始插手電話行業，其生產了大型電話總機和地底電纜、海底電纜。
Orion Electronics成立於1913年，這間公司吸收了奧匈其它電器公司被裁員的員工，集各家之大成，主要業務是電氣開關、插座、電線、電纜、電風扇、電熱水壺等，其產品一經推出就迅速超過英法德，甚至遠銷俄羅斯、印度、日本、中國，其技術還能幫助德國實現“跨波羅的海的電信服務”，大大增強了北歐國家和德奧之間的聯繫，瑞典的愛立信公司和奧匈政府合作，於1911年在布達佩斯建立了電話修理廠和總機廠，並且在奧匈設立實驗性的訊號基地台，為廣播的出現做出了鋪墊。因為一戰的爆發造成其曇花一現，不過其全部研究成果在一戰期間轉移至瑞典並得以保留。

### 航空業
1784年，伊斯特萬·薩比克（IstvánSzabik）和約瑟夫·多明（JózsefDomin）建造了匈牙利第一架充氫的實驗氣球，此氫氣球最後演化成飛艇，不過在奧匈並未用在在軍事用途上。
奧地利的第一架飛機是奧地利的愛德華·魯斯詹（Edvard Rusjan）設計的埃達一世（Eda I）自主研發的，於1909年11月25日在戈里齊亞附近進行了首次飛行，之後奧匈就順利的批量生產飛機，這些奧匈飛機在很大程度上緩解了北意大利山區戰場上的壓力，對當時防空炮薄弱、企圖以山地阻擋奧軍的意大利軍造成了大規模的傷害。
匈牙利設計和生產的第一架飛機於1909年11月4日在拉科斯梅澤（Rákosmező）飛行成功，其中加載了原始版本的“活塞引擎”提供動力，這種引擎造價便宜、機續航能力強大，不過運載量小，故在小型飛機中能實現量產，在大型飛機、尤其是民用客機中則難以適用。1913年，匈牙利再次改良舊引擎，發明出了專為飛機而設計的“直徑向引擎”，這種引擎全面強化了飛機的「直線加速度」，在俯衝轟炸、一炸即離的軍事戰術下能發揮出完美效果。在1912年至1918年之間，配有這種引擎的飛機不斷的交由德意志帝國生產，這讓一戰中央同盟在空中戰場上幾乎制霸制空權。一戰期間，匈牙利的飛機工業開始迅猛發展，甚至有反超奧地利甚至德國的趨勢，其中最大的三個：UFAG匈牙利飛機廠（1914）、匈牙利通用飛機廠（1916）、匈牙利勞埃德飛機、阿索德引擎廠（1916）生產了中央同盟將近1/3的戰鬥機、轟炸機、偵察機及其引擎。

## 解體

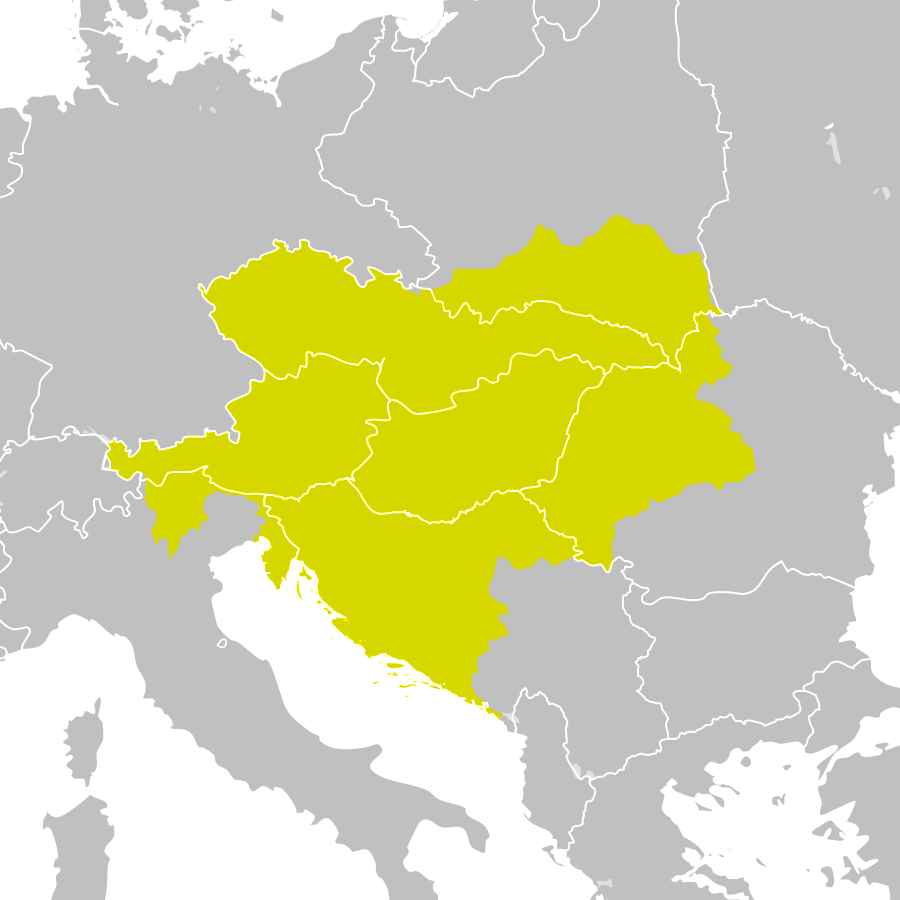
奥匈帝国(1914)在1929年的版图上

1918年夏，第一次世界大戰已開戰整整四年，而战事对奧匈帝國越来越不利。虽然四年的戰爭中奥匈帝国内的少数民族领导人一直对哈布斯堡皇帝保持忠心，但此时他们不得不考虑他们自己的利益。当协约国的胜利显而易见时，对他们来说也是脱离旧的帝国的最佳时機，此时的奥匈帝国已经无法将這麽多不同的民族联合在一起了。其它成员也对帝国丧失了信心：因為戰爭使经济发展停止，许多战前在奥地利部分引入的开放政策被取消，这使社会主义者非常气愤。在这些条件下极端民族主义者获得了许多支持者。
1918年10月，德奧的盟友保加利亞王國停戰後，協約國部隊解放了塞爾維亞並開始進入奧匈帝國後奧皇卡尔一世接受美國的十四點協議讓境內的民族自立國家並建立聯邦制帝國，不料各民族自行獨立建國導致奧匈帝國解體：10月28日捷克斯洛伐克首先宣布独立，匈牙利隨之，建立了匈牙利民主共和國。特兰西瓦尼亚大多数地区加入罗马尼亚王國，其中还包括很多匈牙利少数民族，匈牙利試圖奪回，引發匈牙利-羅馬尼亞戰爭。加利西亞地區被波蘭和烏克蘭瓜分。南部的斯拉夫地区联合组成了南斯拉夫王國，奧匈停戰後，捷克斯洛伐克、南斯拉夫王國和羅馬尼亞組成了小協約國圍攻匈牙利。最終，奥匈帝国在1918年11月3日与协约国达成停火协议。战后战胜国承认这些新的边界，大幅改变当地的政治地图。一系列条约保障这些边界的合法性。
奥地利和匈牙利成为共和国，哈布斯堡皇室被永久驱逐。1919年，匈牙利苏维埃共和国推翻了短暫的匈牙利民主共和國，但罗马尼亚王國佔有大半個匈牙利后保皇势力又开始抬头。1920年匈牙利蘇維埃政府被羅馬尼亞推翻，恢复为一个匈牙利王國，但是没有国王。奥匈帝国的最后一位皇帝卡爾一世企图占据这个王位没有成功（1921年3月至10月），被放逐到葡萄牙的马德拉群岛，后来在該地逝世。霍尔西成为执政者。解体后的原奥匈帝国领土被新生的奥地利、匈牙利、捷克斯洛伐克、意大利王國、波兰第二共和國、南斯拉夫王國和罗马尼亚王國继承。

### 解体后的领土归属
| 国家                   | 主要民族             | 首都                 | 现在归属                                      | 备注                                                                               |
| 从奥匈帝国独立的国家   | 从奥匈帝国独立的国家 | 从奥匈帝国独立的国家 | 从奥匈帝国独立的国家                          | 从奥匈帝国独立的国家                                                               |
| ---------------------- | -------------------- | -------------------- | --------------------------------------------- | ---------------------------------------------------------------------------------- |
| 奥地利共和国           | 德意志人             | 维也纳               | 奥地利                                        | 1918年德意志奥地利共和国成立，1919年更名奥地利共和国。                             |
| 匈牙利王国             | 匈牙利人             | 布达佩斯             | 匈牙利                                        | 1918年匈牙利民主共和国成立，1919年被匈牙利苏维埃共和国取代，1920年复辟匈牙利王国。 |
| 捷克斯洛伐克共和国     | 捷克人、斯洛伐克人   | 布拉格               | 捷克、 斯洛伐克、 乌克兰                      |                                                                                    |
| 吞并奥匈帝国领土的国家 |                      |                      |                                               |                                                                                    |
| 南斯拉夫王国           | 南斯拉夫人           | 贝尔格莱德           | 塞爾維亞、 蒙特內哥羅、 斯洛維尼亞、 北馬其頓 | 吞并了克罗地亚、波黑、伏伊伏丁那、克雷恩、达尔马提亚等地。                         |
| 波兰共和国             | 波兰人               | 华沙                 | 波蘭、 乌克兰                                 | 吞并了加利西亚等地。                                                               |
| 罗马尼亚王国           | 罗马尼亚人           | 布加勒斯特           | 羅馬尼亞                                      | 吞并了特兰西瓦尼亚、布科维纳、巴纳特等地。                                         |
| 意大利王国             | 意大利人             | 罗马                 | 義大利                                        | 吞并了奥地利滨海地区、南蒂罗尔等地。                                               |

### 解體後遺留問題
第一次世界大战结束后奥匈帝国四分五裂，对战胜国来说，按照美國總統伍德罗·威尔逊宣布的十四點和平原則，奥匈帝国被肢解为多個民族国家是必然發生的事。值得注意的是，肢解奥匈帝国并非协约国的最初目的，这个建议一直到战争后期才获得支持，因為當初不少人认为奥匈帝国的解體，不但無助解决当地的民族问题，反而只會使这个地区的局勢更不稳定。
虽然奥匈分裂出的国家表面上遵从民族自决，但实际民族疆界的划分极其混乱不堪（匈牙利、南斯拉夫、捷克斯洛伐克、波兰等）。有些直到战前都拥有过完整历史疆界国家，例如匈牙利就惨遭肢解；而有些组成民族不同、本不应草率合并的国家，例如捷克斯洛伐克和罗马尼亚却占有了很多原本不属於他们领土。这些民族和历史疆域的划分非但没有使得东欧和巴尔干人民过上自给自足的新生活，反而招致这些小国專注於互相攻擊。
这些国家中大部份的基础工农建设、财政贸易结构、教育军事体系基本沿用奥匈的老路，却又因为国内市场迅速萎缩、原料人力严重不足而不能像在原奥匈时代那样各司其职的进行产业分工。虽有相同的交通和通讯设施这些便利条件，但因为政治上的敌对和高额的关税壁垒而不能发挥原本的作用。事实上，很多国家虽然从奥匈帝国获得了独立，但无论从国际地位、经济状况和军队实力都无法再与之前的奥匈相提并论，唯有捷克斯洛伐克在經濟上保持良好，而在波蘭的烏克蘭人、在南斯拉夫的克羅地亞人的生活水平甚至還不如奥匈还存在的时候。加之很多国家刚独立，民族主义的气焰正浓，为本國争取利益而不擇手段，结果让今后直至现在的东欧和巴尔干问题埋下更多祸根。
一戰後的納粹勢力入侵和二戰後被加入共產主義陣營，很大一部份原因就是因為奧匈帝國解體導致的中歐權力真空，以前這些小國還能由於自己的皇帝和國王有著自己國家人的血統而感到自豪，而放到遠遠不及奧匈的現在，重新躋身世界大國已經是個遙不可及的幻想，这比在統一狀態下的奥匈种下的苦果更加难以调解。

## 旗帜与纹章

### 旗帜
奥匈帝国没有官方的共同国旗。奥地利地区（内莱塔尼亚）使用黑黄两色奥地利帝国旗，匈牙利王冠领地（外莱塔尼亚）使用带有匈牙利国徽的红白绿三色匈牙利王国旗。在国家活动或驻外使领馆等场合使用旗帜时，则同时使用奥地利、匈牙利旗帜。此外，根据《1868年克罗地亚—匈牙利折衷方案》，在代表匈牙利、克罗地亚的共同事务时，还应同时使用匈牙利王国旗和克羅埃西亞-斯拉沃尼亞王國国旗。
代表哈布斯堡-洛林王室及其君主国的黑黄两色旗有时在事实上被用作共同代表奥地利、匈牙利的旗帜。

奥地利帝国国旗、哈布斯堡家族王室旗幟、內萊塔尼亞旗幟
匈牙利王國國旗、外萊塔尼亞旗幟
克羅埃西亞-斯拉沃尼亞王國國旗
奧匈帝國王室统帅旗
民船旗

### 纹章

奥匈共同小国徽（至1915）
共同大国徽（至1915）
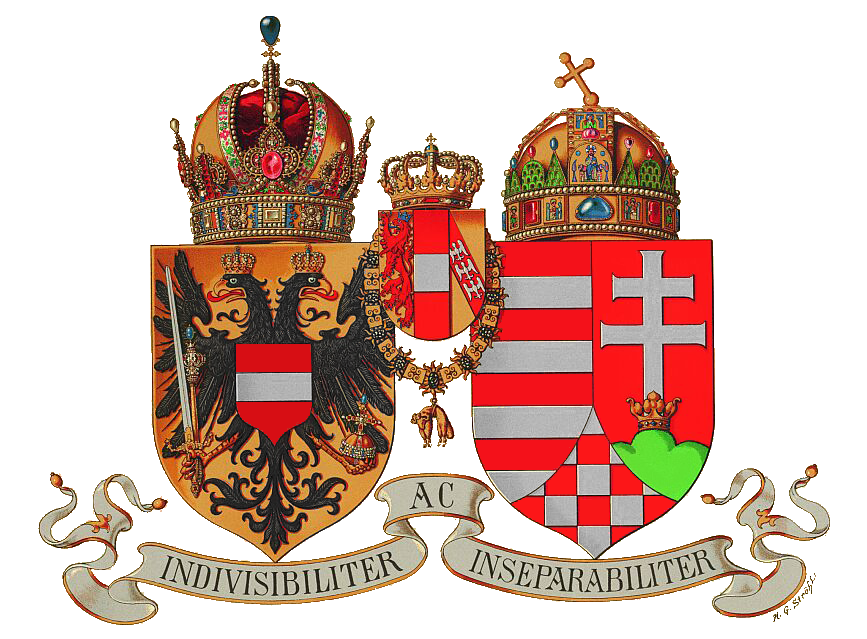
共同小国徽（1915–1918）
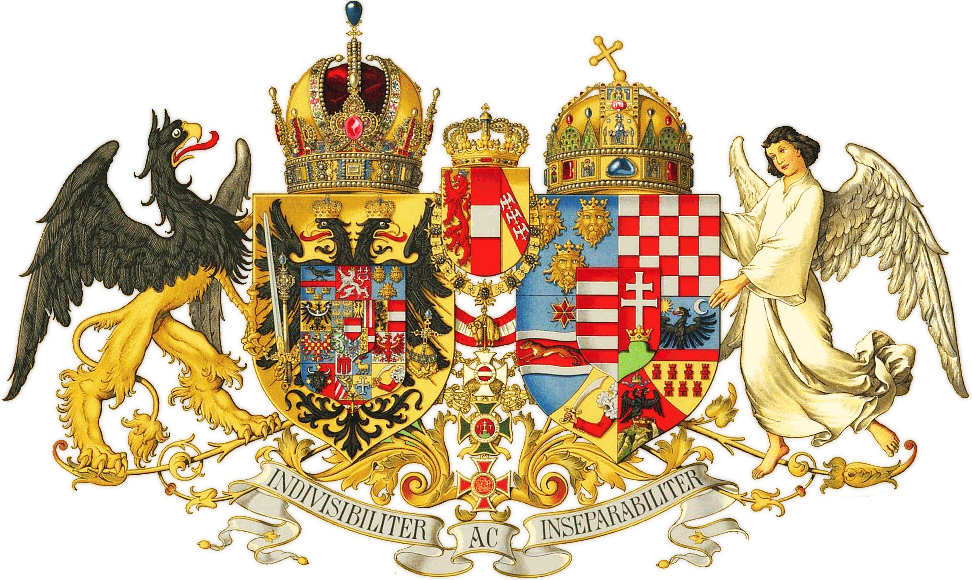
共同大国徽（1915–1918）
奥地利小国徽（1915–1918）
匈牙利大国徽（1915–1918）

## 備註
1. ↑  奥匈帝国在法律上没有共同代表奥地利、匈牙利两国的国旗。详见#旗帜与纹章一节。
2. ↑  圣伊什特万王冠（匈牙利语：Szent Korona），又称“匈牙利圣冠”，或译“圣斯蒂芬/史蒂芬王冠”，是首位匈牙利国王（圣）伊什特万一世的王冠，为匈牙利的国家象征之一。此处据匈牙利语译作“伊什特万”，为避免困惑，特此作注。
3. ↑  加冕仪式是匈牙利国家最重要的仪式之一，且有一套非常严格的必须同时完成的基本条件：1.加冕的王冠必须是圣伊什特万王冠。2.加冕地点必须是塞克什白堡（在哈布斯堡时期这一点发生了变换）。3.加冕者必须是埃斯泰尔戈姆大主教（如若大主教在加冕时处于空缺状态，则由匈牙利天主教会的其他高级神职人员进行）。
尽管这一套基本条件并非强制性的，而是习惯法，但却有极强的影响力，大多数国王都会选择走完加冕程序，加冕仪式没有同时符合三个基本条件的国王甚至会选择重新举办加冕仪式（例如卡罗伊一世，他前后进行了三次加冕，因为前两次加冕都没有同时符合三个基本条件），因为加冕仪式不符合三个条件的国王很有可能被相当多人和其他王位竞争者视为非法的。

## 延伸阅读
[在维基数据编辑]
 《清史稿/卷160》，出自趙爾巽《清史稿》

### 引用
1. 1 2  McCarthy, Justin. . New York, United States of America: Harper & Brothers, Publishers. 1880: 475–476  [2021-04-18]. （原始内容存档于2021-07-08）.
2. 1 2  Dallin, David. . November 2006  [2021-04-18]. ISBN 978-1-4067-2919-1. （原始内容存档于2021-07-08）.
3. ↑  Citype – Internet – Portal Betriebsges.m.b.H. . Wien-vienna.com.   [2011-09-11]. （原始内容存档于2011-11-23）.
4. ↑  Fisher, Gilman. The Essentials of Geography for School Year 1888–1889, p. 47. New England Publishing Company (Boston), 1888. Retrieved 20 August 2014.
5. ↑  Austria.（2010）. Encyclopædia Britannica. Encyclopaedia Britannica Ultimate Reference Suite. Chicago: Encyclopædia Britannica.（"In April 1897 he issued a famous language ordinance that introduced Czech as a language equal to German even in the“inner service”—i.e., for communications within government departments."）
6. ↑  .   [2013-08-07]. （原始内容存档于2021-06-28）.
7. ↑  .   [2013-08-07]. （原始内容存档于2013-12-31）.
8. ↑  Volkszählung vom 31. Dezember 1910, veröffentlicht in: Geographischer Atlas zur Vaterlandskunde an der österreichischen Mittelschulen. K. u. k. Hof-Kartographische Anstalt G. Freytag & Berndt, Wien 1911.
9. ↑  . Thomasgraz.net.   [2011-09-11]. （原始内容存档于2021-03-09）.
10. ↑  .   [2019-01-12]. （原始内容存档于2019-01-12） （英语）.
11. ↑  .   [2019-01-12]. （原始内容存档于2019-01-12） （英语）.
12. ↑  Első Katonai Felmérés (1763–1787) – Mapire.eu
13. ↑  „Austria-Hungary” article in the Encyclopædia Britannica, 11th ed. 1911.
14. ↑  1910-es cenzus Ausztriában és Magyarországon
15. 1 2  Max-Stephan Schulze: Engineering and Economic Growth: The Development of Austria-Hungary's Machine-Building Industry in the Late Nineteenth Century, PAGE: 295. Peter Lang (Frankfurt), 1996.
16. 1 2  Publishers' Association, Booksellers Association of Great Britain and Ireland (1930). The Publisher, Volume 133. p. 355.
17. 1 2  Contributors :Austria. Österreichische konsularische Vertretungsbehörden im Ausland, Austrian Information Service, New York (1965). Austrian information. p. 17.
18. 1 2  Broadberry, Stephen; O'Rourke, Kevin H. (2010). The Cambridge Economic History of Modern Europe: Volume 2, 1870 to the Present. Cambridge University Press. p. 80. ISBN 978-1-139-48951-5
19. 1 2  Józsa Hévizi (2004): Autonomies in Hungary and Europe, A COMPARATIVE STUDY, The Regional and Ecclesiastic Autonomy of the Minorities and Nationality Groups
20. ↑  Vajda, Stephan. . Vienna: Ueberreuter. 1980. ISBN 3-8000-3168-X （德语）.
21. ↑  Philippoff, Eva.  [Die Doppelmonarchie Österreich-Ungarn. Ein politisches Lesebuch (1867–1918)]. Villeneuve d'Ascq: Presses Univ. Septentrion. 2002: 60. ISBN 2-8593-9739-6. OL 3631159M （法语）.)
22. ↑  Kotulla, Michael. . Springer Berlin Heidelberg. 17 August 2008. ISBN 978-3-5404-8707-4.
23. ↑  赵尔巽 等. . . 邦交八.
24. ↑  Brodarics István. . 由Dr. Szentpétery Imre翻译 （拉丁语及匈牙利语）.
25. ↑  Magyar Katolikus Lexikon: Székesfehérvári királyválasztó és koronázó országgyűlés
26. ↑  Magyar Katolikus Lexikon > P > pozsonyi királyválasztó országgyűlés
27. ↑  R. Várkonyi Ágnes. Pach Zsigmond , 编. . Akadémia Kiadó. 1985: 166. ISBN 963-05-0929-6 （匈牙利语）.
28. ↑  Bilkei Irén. . Zalaegerszeg. 1997.
29. ↑  R. Várkonyi Ágnes. Pach Zsigmond , 编. . Akadémia Kiadó. 1985: 169. ISBN 963-05-0929-6 （匈牙利语）.
30. ↑  Magyar Katolikus Lexikon > P > pozsareváci béke
31. ↑  Zrínyi, Frangepán, Nádasdy – A Wesselényi-összeesküvés perei (múlt-kor.hu)
32. ↑  Acsády Ignác. Szilágyi Sándor , 编. . Budapest （匈牙利语）.
33. ↑  Bánlaky József.  （匈牙利语）.
34. ↑  Péter, László. . Leiden: the Netherlands: Koninklijke Brill. 2011. ISBN 978-9-0042-2421-6.
35. ↑  "Austria and Her Reforms". The Westminster Review. New York: Leonard Scott & Co. April 1861. Retrieved 15 April 2025.
36. ↑  Hermann Róbert. . Budapest. 2007. ISBN 978-963-983-901-4 （匈牙利语）.
37. ↑  1849. július 1.Haynau+ kiáltványa*
38. ↑  1849. augusztus 18.Haynau+ levele Joseph Radetzky+ cs kir.tábornagynak*
39. ↑  . BBC News. 2000-02-03  [2013-08-07]. （原始内容存档于2011-06-23）.
40. ↑  Taylor, A.J.P. (1964). The Habsburg monarchy, 1809–1918: a history of the Austrian Empire and Austria–Hungary (2nd ed.). London: Penguin Books.
41. 1 2  "Britannica 1911". 1911encyclopedia.org. Retrieved 24 March 2012.
42. ↑  . Mtholyoke.edu.   [2016-04-09]. （原始内容存档于2016-04-23）.
43. ↑  Kogutowicz Károly, Hermann Győző: Zsebatlasz: Naptárral és statisztikai adatokkal az 1914. évre. Magyar Földrajzi Intézet R. T., Budapest 1913, S. 69, 105.
44. ↑  .   [2019-02-03]. （原始内容存档于2016-11-17）.
45. ↑  来源：1910年12月31日的人口普查，刊于Geographischer Atlas zur Vaterlandskunde an der österreichischen Mittelschulen。K. u. k. Hof-Kartographische Anstalt G. Freytag & Berndt，维也纳，1911年。
46. ↑   Wolfsgruber, Cölestin. .  2. New York: Robert Appleton Company. 1907.
47. ↑  1910. évi népszámlálás adatai. (Magyar Statisztikai Közlemények, Budapest, 1912. pp 30–33)
48. ↑  Max-Stephan Schulze. . Frankfurt am Main: Peter Lang. 1996: 295.
49. ↑  Norman Davies. . Oxford University Press. 2005-02-24: 106–108  [2018-08-17]. ISBN 978-0-19-925340-1. （原始内容存档于2014-01-03）.
50. ↑  Peter F. Sugar, Péter Hanák: A History of Hungary (Publisher: Indiana University Press) Page: 262
51. ↑  Barcsay, Thomas.  (PDF). Ryeson Polytechnical Institute: 216. 1991  [2016-08-28]. （原始内容 (PDF)存档于2014-11-01）.
52. ↑  Commercial Relations of the United States: Reports from the Consuls of the United States on the Commerce, Manufactures, Etc., of Their Consular Districts. Publisher: U.S. Government Printing Office, 1881 (page: 371)
53. ↑  Erik Eckermann: World History of the Automobile – Page 325
54. ↑  Hans Seper: Die Brüder Gräf: Geschichte der Gräf & Stift-Automobile
55. ↑  .   [2021-04-18]. （原始内容存档于2004-06-01） （捷克语）.
56. ↑  Kurt Bauer (2003), Faszination des Fahrens: unterwegs mit Fahrrad, Motorrad und Automobil (in German), Böhlau Verlag Wien, Kleine Enzyklopädie des Fahrens, "Lohner", pp. 250–1
57. ↑  .   [2013-09-02]. （原始内容存档于2014-02-22）.
58. ↑  Commerce Reports Volume 4, page 223 (printed in 1927)
59. ↑  G.N. Georgano: The New Encyclopedia of Motorcars, 1885 to the Present. S. 59.
60. ↑  . Hungarian Patent Office.   [2004-01-29]. （原始内容存档于2010-12-02）.
61. ↑  Zipernowsky, K.; Déri, M.; Bláthy, O.T.  (PDF). U.S. Patent 352 105, issued 2 Nov. 1886.   [2009-07-08]. （原始内容存档 (PDF)于2019-04-11）.
62. ↑   (PDF).   [2021-04-18]. （原始内容 (PDF)存档于2013-10-15）.
63. ↑  Smil, Vaclav. . Oxford: Oxford University Press. 2005: 71. ISBN 978-0-19-803774-3. ZBD transformer.
64. ↑  United States. Congress. . U.S. Government Printing Office. 1910: 41; 53  [2021-04-18]. （原始内容存档于2021-07-08）.
65. ↑   (PDF). General Electric. 2005-05-30  [2017-12-23]. （原始内容 (PDF)存档于2005-05-30）.
66. ↑  See: The History of Tungsram 1896–1945" Page: 32
67. ↑  See: The History of Tungsram 1896–1945" Page: 33
68. ↑  Eötvös Loránd Matematikai és Fizikai Társulat Matematikai és fizikai lapok. Volumes 39–41. 1932. Publisher: Hungarian Academy of Sciences.
69. ↑  Contributor Budapesti Történeti Múzeum: Title: Tanulmányok Budapest múltjából. Volume 18. page 310. Publisher Budapesti Történeti Múzeum, 1971.
70. ↑  Alvin K. Benson. . Salem Press. 2010: 1298  [2021-04-18]. ISBN 978-1-58765-522-7. （原始内容存档于2021-07-08）.
71. ↑  Puskás Tivadar (1844 - 1893) (short biography), Hungarian History website. Retrieved from Archive.org, February 2013.
72. ↑  . Omikk.bme.hu.   [2012-07-01]. （原始内容存档于2017-10-18）.
73. ↑  Károly Jeney; Ferenc Gáspár; English translator:Erwin Dunay.  (PDF). Tungsram Rt. 1990: 11  [2021-04-18]. ISBN 978-3-939197-29-4. （原始内容存档 (PDF)于2021-02-25）.
74. ↑  . Mszh.hu.   [2012-07-01]. （原始内容存档于2010-10-08）.
75. ↑  . Hunreal.com.   [2012-07-01]. （原始内容存档于2012-03-16）.
76. ↑  IBP, Inc. . lulu. 2015: 128  [2021-04-18]. ISBN 978-1-5145-2857-0. （原始内容存档于2021-07-08）.
77. 1 2  . mek.oszk.hu.   [2017-01-25]. （原始内容存档于2017-02-03）.
78. ↑  . Republic of Slovenia – Government Communication Office.   [2015-04-13]. （原始内容存档于2015-10-15）.
79. ↑  The American Institute of Aeronautics and Astronautics (AIAA): History of Flight from Around the World （页面存档备份，存于）: Hungary article.
80. ↑   (PDF).   [2014-05-05]. （原始内容存档 (PDF)于2013-12-04）.
81. ↑  Péter, Puskel. . NyugatiJelen.com.   [2016-04-09]. （原始内容存档于2016-03-04）.
82. Microsoft Encarta: The height of the dual monarchy
83. . 1911encyclopedia.org.   [2009-05-05]. （原始内容存档于2012-05-09）.
84. Günther Kronenbitter: "Krieg im Frieden". Die Führung der k.u.k. Armee und die Großmachtpolitik Österreich-Ungarns 1906–1914. Verlag Oldenbourg, Munich 2003, ISBN 3-486-56700-4, p. 150

### 书籍
- .（ed.: Rudolf Rothaug）, K. u. k. Hof-Kartographische Anstalt G. Freytag & Berndt, Vienna, 1911.